# Turkmenistan
Turkmenistan (turkmenisch Türkmenistan, amtlich Republik Turkmenistan, turkmenisch Türkmenistan Respublikasy, seltener Turkmenien) ist ein Staat in Zentralasien. Turkmenistan liegt am Kaspischen Meer und grenzt an Kasachstan im Nordwesten, Usbekistan im Nordosten, Afghanistan im Südosten, und Iran im Süden, und eine Seegrenze mit Aserbaidschan durch das Kaspische Meer im Westen. Der Binnenstaat ist mit 488.100 km² etwa so groß wie Spanien, landschaftlich vor allem von der Wüste Karakum geprägt und verfügt über die viertgrößten Erdgasvorkommen der Welt.
Der dünn besiedelte Staat hatte laut Zensus Ende 2022 7.057.841 Einwohner, die Mehrheit davon muslimische Turkmenen. Hauptstadt und mit rund einer Million Einwohnern größte Stadt des Landes ist Aşgabat. Zu weiteren bedeutenden Städten gehören Türkmenabat, Türkmenbaşy, Daşoguz und Mary.
1991 erklärte das Land seine Unabhängigkeit von der Sowjetunion. In den folgenden Jahren errichtete der erste Präsident Saparmurat Nijasow, der zuvor bereits seit 1985 die damalige Sowjetrepublik regiert hatte, ein bis heute bestehendes totalitäres System. Turkmenistan gilt damit als einer der restriktivsten international anerkannten Staaten der Gegenwart. Die Menschenrechtslage ist äußerst kritisch, so ist beispielsweise die Meinungsfreiheit stark eingeschränkt. In verschiedenen Demokratieskalen belegt der Staat seit Beginn der Messungen bis heute deshalb durchgehend einen der letzten Plätze.
Die Wirtschaft basiert stark auf Erdgas, das einen Großteil des Bruttoinlandsprodukts und der Exporte ausmacht. Trotz der Ressourcen bleibt die inländische Wirtschaft durch staatliche Kontrolle und begrenzte ausländische Investitionen eingeschränkt. Sozial hat Turkmenistan Fortschritte bei den Lebensbedingungen gemacht, steht jedoch vor Herausforderungen wie Menschenrechtsverletzungen und ungleicher Verteilung der wirtschaftlichen Vorteile. International verfolgt es eine Neutralitätspolitik und unterhält enge wirtschaftliche Beziehungen zu China.

## Geographie
Turkmenistan grenzt an Kasachstan, Usbekistan, Afghanistan, Iran und das Kaspische Meer.
Nahezu 95 % der Landfläche werden von der Wüste Karakum eingenommen, die sowohl aus Sand- als auch Geröllwüstengebieten besteht. Im Westen erstrecken sich die Hochebene von Türkmenbaşy und der Große Balkan (1880 m). Dieser fällt in Richtung Süden zum Karakumkanal (Turkmenischer Hauptkanal) ab, auf dessen anderer Seite die Landschaft in das Kopet-Dag-Gebirge übergeht, das sich größtenteils in Iran befindet, in Turkmenistan im Berg Reza 2942 m und in Iran 3191 m Höhe erreicht. Während Richtung Südosten nach Afghanistan noch einige Ausläufer des Gissargebirges aufragen, befindet sich der höchste Berg des Landes, der Aýrybaba (3139 m), an der östlichen Grenze zu Usbekistan.

### Klima

#### Überblick
Es herrscht überall kontinentales Klima mit extrem heißen und trockenen Sommern und kalten Wintern.
Als südlichste Region der ehemaligen Sowjetunion hat Turkmenistan die mit Abstand höchsten Temperaturen in Zentral-Asien, doch da selbst im Sommer die Luftfeuchtigkeit niedrig ist, ist die Hitze erträglicher. Im Süden ist das Klima etwas weniger kontinental als im Norden, und die Temperaturen fallen selten unter −5 °C. Die nördlichen Bereiche an der Grenze zu Usbekistan können im Winter bis zu −20 °C kalt werden.
Das ausgeprägte Kontinentalklima in Turkmenistan weist hohe Temperaturunterschiede zwischen Tag und Nacht und auch von Jahreszeit zu Jahreszeit auf.

#### Der Norden
- Die durchschnittliche Maximal-Temperatur beträgt zwischen 2 °C im Januar und 34 °C im Juli.
- Die durchschnittliche Tiefst-Temperatur beträgt zwischen −4 °C im Januar und 22 °C im Juli.
- Die durchschnittliche relative Luftfeuchte beträgt zwischen 35 % im Juli und 78 % im Januar.
- Die durchschnittliche Niederschlagsmenge beträgt oft ganzjährig unter 5 mm.
- Die meisten Tage mit Niederschlag hat der Monat Januar mit durchschnittlich 11 mm.
- Die wenigsten Tage mit Niederschlag hat der Monat August mit durchschnittlich 2 mm.

#### Der Süden
- Die durchschnittliche Maximal-Temperatur beträgt zwischen 11 °C im Januar und 38 °C im Juli.
- Die durchschnittliche Tiefst-Temperatur beträgt zwischen 0 °C im Januar und 24 °C im Juli.
- Die durchschnittliche relative Luftfeuchte beträgt zwischen 23 % im August und 70 % im Dezember.
- Die durchschnittliche Niederschlagsmenge beträgt oft ganzjährig unter 3 mm.
- Die meisten Tage mit Niederschlag hat der Monat Januar mit durchschnittlich 5 mm.
- Die wenigsten Tage mit Niederschlag haben die Monate Juni bis Oktober mit durchschnittlich 0 mm.

#### Das Zentralland
- Die durchschnittliche Maximal-Temperatur beträgt zwischen 8 °C im Januar und 37 °C im Juli.
- Die durchschnittliche Tiefst-Temperatur beträgt zwischen 1 °C im Januar und 23 °C im Juli.
- Die durchschnittliche relative Luftfeuchte beträgt zwischen 29 % im Juli und 79 % im Dezember.
- Die durchschnittliche Niederschlagsmenge beträgt zwischen 1–2 mm im August und 38 mm im April.
- Die meisten Tage mit Niederschlag hat der Monat Dezember mit durchschnittlich 10 mm.
- Die wenigsten Tage mit Niederschlag hat der Monat August mit durchschnittlich 2 mm.

#### Klimawandel
Zusammen mit den anderen zentralasiatischen Ländern gehört Turkmenistan zu den Ländern, die nach Einschätzung der Weltbank vom globalen Klimawandel am meisten betroffen sind. Bei einer globalen Erhöhung der Temperatur des Weltklimas um zwei Grad wird in Kirgisistan ein Anstieg um 6,5 °C vorhergesagt, was sich infolge von Gletscherschmelze und Verdunstung auf den Wasserhaushalt der Anrainerstaaten des Amudarja auswirken wird. Obwohl der Klimawandel von der Bevölkerung bislang kaum diskutiert wird (Armut und wirtschaftliche Not lenken den Blick auf konkrete wirtschaftliche Sorgen), sind die Folgen spätestens seit der Austrocknung des Aralsees spürbar, dessen Hauptzuflüssen Amudarja und Syrdarja 90 Prozent seiner ursprünglichen Wassermenge zu Bewässerungszwecken entzogen wird, was die Temperaturunterschiede vor allem im Sommer verschärft und das restliche Flusswasser durch Pestizide und Abwässer zusätzlich belastet. Der Anbau der wasserintensiven Baumwolle stellt – obwohl bereits rückläufig – noch immer eine starke Belastung dar.

### Natur
Turkmenistan wird in weiten Teilen von Trockengebieten dominiert und beherbergt immer noch zahlreiche gefährdete und seltene Tierarten, die für Steppen und Wüsten charakteristisch sind. Etwa ein Drittel der Wirbeltier-Arten, die in der Roten Liste gefährdeter Arten der früheren UdSSR aufgezählt sind, kommen in Turkmenistan vor. Dazu zählen Halbesel und Kropfgazellen, vorwiegend die bergigen Regionen im Süden werden auch von Urials und Wildziegen sowie von wenigen hundert Exemplaren des Persischen Leoparden als größtem Raubtier bewohnt. Ein bedeutendes Schutzgebiet Turkmenistans ist das Badkhyz-Naturreservat im Süden des Landes, das einst die letzte Zuflucht des Turkmenischen Halbesels war und zugleich eines der bedeutendsten Refugien für die Kropfgazelle in Turkmenistan darstellt.

### Städte
Im Jahr 2023 lebten 54 Prozent der Einwohner Turkmenistans in Städten. Die größten Städte sind (Stand 2013):
- Aşgabat (860.221 Einwohner)
- Türkmenabat (234.765 Einwohner)
- Daşoguz (285.872 Einwohner)
- Mary (126.141 Einwohner)
- Gyzylarbat (93.692 Einwohner)
- Baýramaly (91.713 Einwohner)

## Bevölkerung

### Demografie

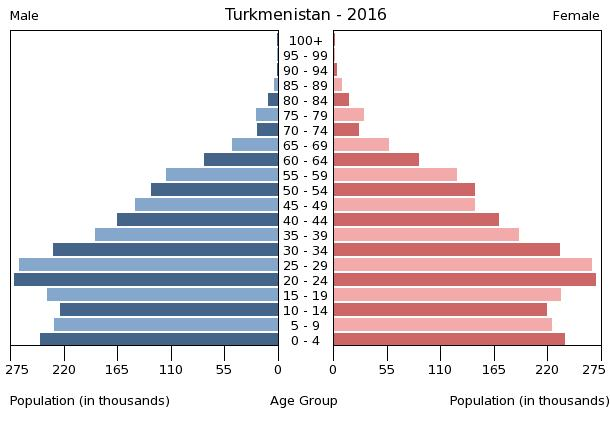
Bevölkerungspyramide Turkmenistan 2016

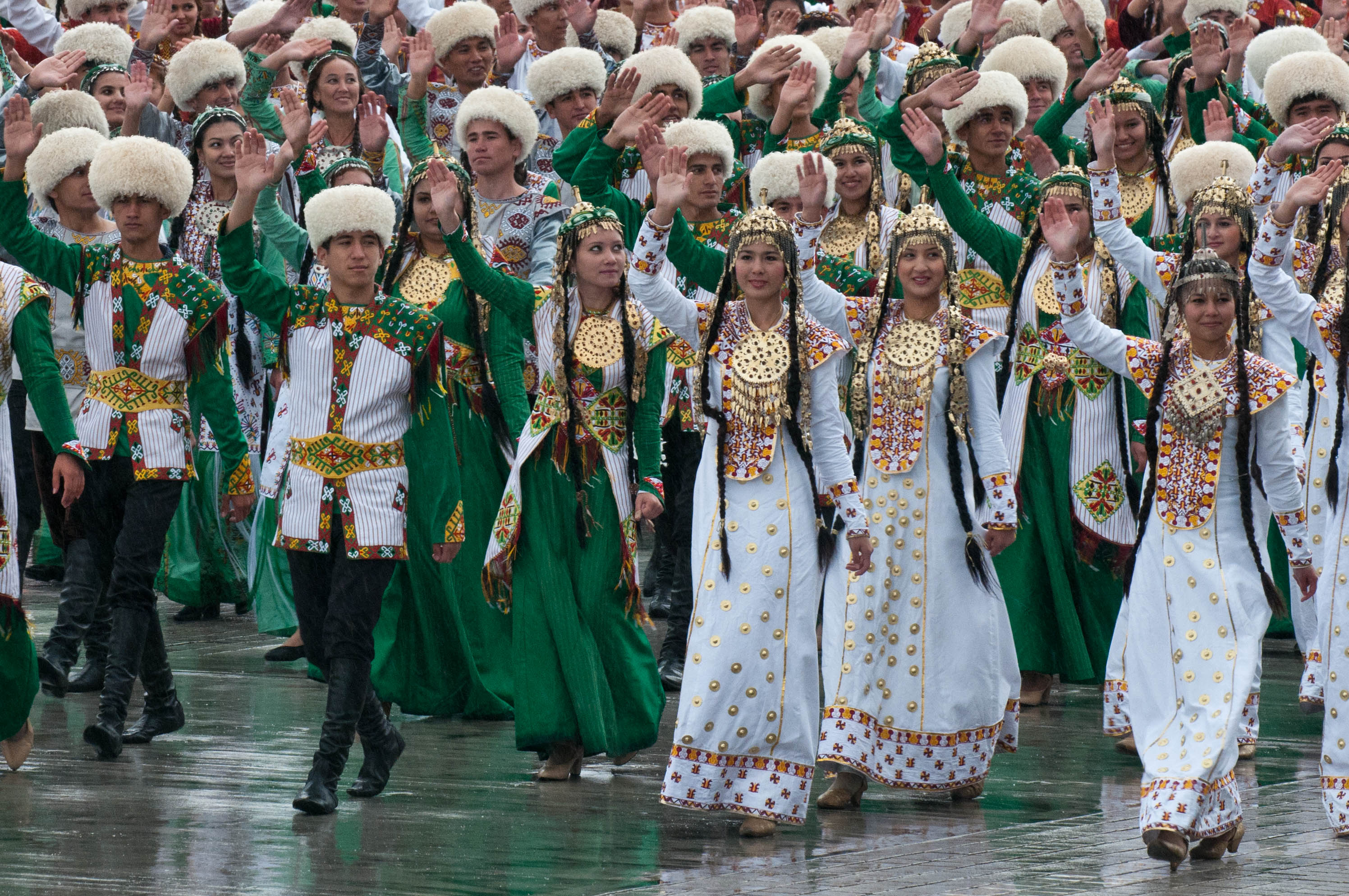
Turkmenen in Nationaltracht zur Unabhängigkeitsparade 2011

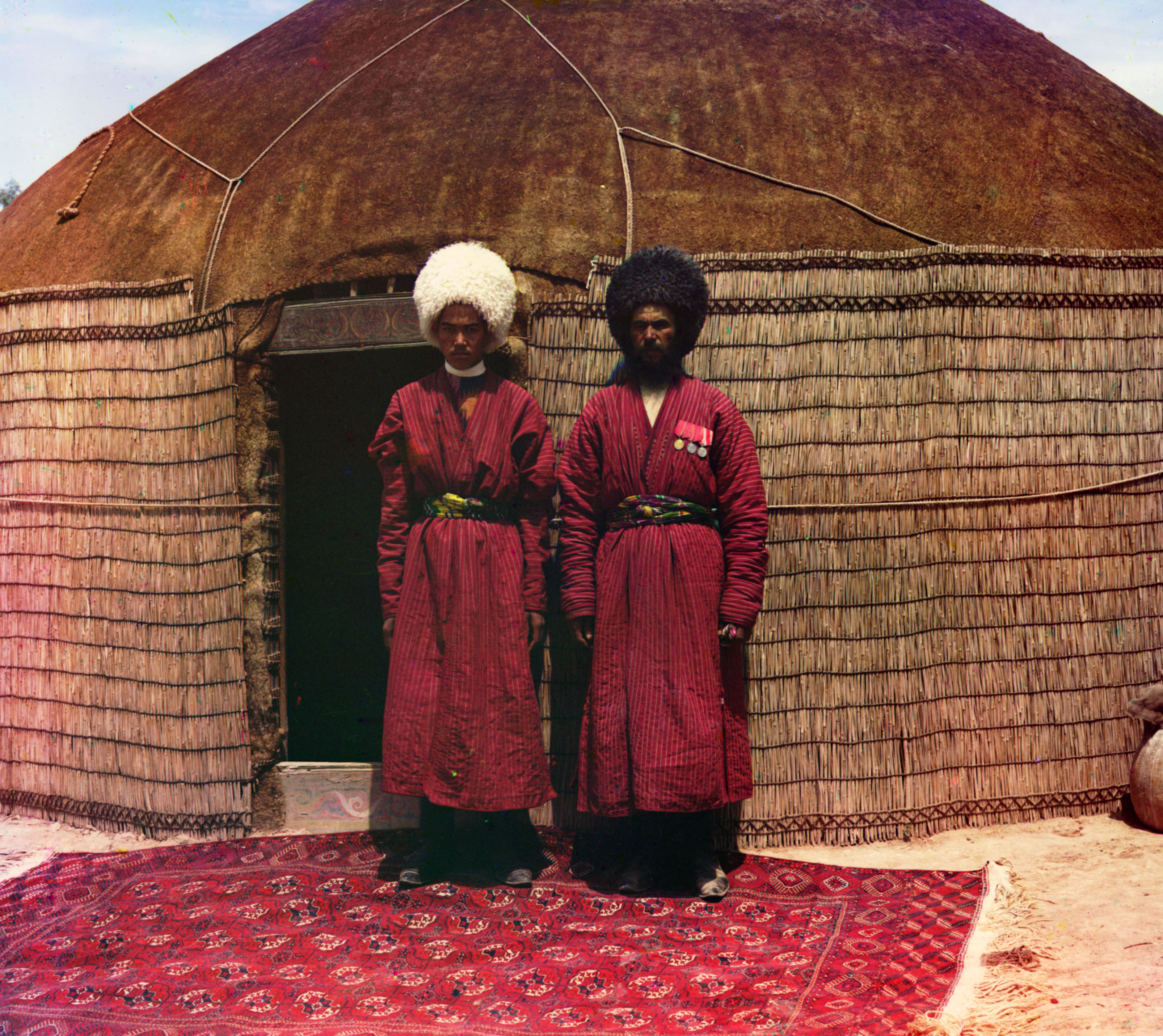
Zwei Turkmenen auf traditionellem Teppich vor einer Jurte vor 1916

Turkmenistan hatte Ende 2022 7.057.841 Einwohner. Das jährliche Bevölkerungswachstum betrug +1,5 %. Zum Bevölkerungswachstum trug ein Geburtenüberschuss (Geburtenziffer: 20,8 pro 1000 Einwohner vs. Sterbeziffer: 6,6 pro 1000 Einwohner) bei. Die Anzahl der Geburten pro Frau lag 2022 statistisch bei 2,6, die der Region Europa und Zentralasien betrug 1,7. Die Lebenserwartung der Einwohner Turkmenistans ab der Geburt lag 2022 bei 69,4 Jahren (Frauen: 72,9, Männer: 65,9). Der Median des Alters der Bevölkerung lag im Jahr 2021 bei 25,8 Jahren. Im Jahr 2023 waren 31,7 Prozent der Bevölkerung unter 15 Jahre, während der Anteil der über 64-Jährigen 4,3 Prozent der Bevölkerung betrug.
| Jahr | Einwohnerzahl | Jahr | Einwohnerzahl | Jahr | Einwohnerzahl |
| ---- | ------------- | ---- | ------------- | ---- | ------------- |
| 1950 | 1.210.000     | 1980 | 2.876.000     | 2010 | 5.087.000     |
| 1960 | 1.603.000     | 1990 | 3.683.000     | 2020 | 6.031.000     |
| 1970 | 2.195.000     | 2000 | 4.516.000     | 2022 | 7.057.841     |

### Bevölkerungsstruktur
Die höchsten Besiedlungsdichten weisen die Oasengebiete im Vorland des Kopet-Dag, die Regionen am Unterlauf von Tedschen und Murgab, das Tal des Amudarja und die am Karakumkanal gelegenen Gebiete auf. 53 % der Bewohner leben in Städten.
Den Hauptteil der Bevölkerung bilden die Turkmenen mit rund 77 %; die größten Minderheiten sind Usbeken (9 %), Russen (7 %), Kasachen (2 %), Tataren (1,1 %), Aserbaidschaner (0,8 %), Belutschen (0,8 %), Armenier (0,8 %), Ukrainer (0,5 %), daneben auch Koreaner und Tadschiken. Außerhalb der Angaben sind Kurden, welche auf rund 60.000 bzw. 1 Prozent der Bevölkerung geschätzt werden. Seit dem Ende der Sowjetzeit geht der Anteil der Russen an der Gesamtbevölkerung zurück, während der der Turkmenen ansteigt.

### Religionen
Etwa 90 % der Bevölkerung sind Muslime (Sunniten der hanafitischen Rechtsschule und Schiiten mit etwa 120.000 Anhängern). 9 % gehören der Russisch-Orthodoxen Kirche an. Als weitere bedeutende religiöse Minderheiten sind folgende Gemeinschaften vertreten: Jüdische Religion, Römisch-katholische Kirche, Baptisten, Siebenten-Tags-Adventisten, Neuapostolische Kirche und Bahai.
Die jüdische Religion ist in Turkmenistan nicht anerkannt. Die Ausübung der Religion wird allerdings toleriert. Es gibt jedoch keine Synagogen. Etwa 1000 Juden leben in Turkmenistan. Die meisten von ihnen hatten sich während des Zweiten Weltkriegs hier niedergelassen, sie waren Flüchtlinge aus der Ukraine. Eine andere Gruppe sind die alteingesessenen bucharischen Juden. Viele turkmenische Juden sind im Zuge des Zerfalls der Sowjetunion nach Deutschland oder Israel ausgewandert.

### Sprachen
Russisch war zu Sowjetzeiten Amtssprache neben dem Turkmenischen, das als oghusische Sprache mit Aserbaidschanisch und Türkisch näher verwandt ist. Russisch wurde auch auf dem Land gesprochen und wird noch heute von 12 % der Einwohner als Muttersprache beherrscht, was ein Vielfaches des Anteils der russischen Minderheit im Land ist (nur 72 % der Einwohner sprechen Turkmenisch als Muttersprache) – da die ethnischen Minderheiten Russisch erlernen. Oft werden von diesen Minderheiten vor allem in den Städten drei Sprachen gesprochen.
Jedoch ist durch die neue Sprachpolitik des diktatorischen Regimes seit 1990 eine starke Bevorzugung des Turkmenischen zu beobachten, weshalb die Kenntnis des Russischen bei jüngeren Menschen immer weiter abnimmt und auf dem Land kaum noch vorhanden ist. Das Erlernen des Turkmenischen an Schulen ist allerdings aufgrund begrenzter Lernzeit, schlecht erarbeiteter Sprachprogramme sowie Lehrbücher problematisch. Aufgrund des Vorhandenseins multinationaler Erdöl- und Erdgasfirmen sind Kenntnisse von Malaiisch, Türkisch, Französisch und Englisch wichtig. Türkisch und Englisch werden auch als Fremdsprache an den Schulen gelehrt, jedoch kann es nur ein kleiner Teil der Einwohner sprechen. Ein spezieller Dialekt des Turkmenischen wird im Kopet-Dag-Gebirge in der Umgebung von Nohur gesprochen.

### Bildung
Es besteht eine zehnjährige allgemeine Schulpflicht ab dem 7. Lebensjahr. Das Schulsystem gliedert sich in folgende Stufen: die vierjährige Grundschule und die sechsjährige (Klassen 5–10) Mittelschule. Das Hochschulwesen umfasst die Turkmenische Staatsuniversität (gegründet 1950) in Aşgabat sowie acht Hochschulen und Fachhochschulen. Die unter Nyýazow eingeführten Änderungen im Bildungssystem (neun- statt zehnjährige Schulpflicht, zweijähriges Berufspraktikum vor der Zulassung zum Hochschulstudium, eingeschränkte Wahl der Studienfächer, Pflichtlektüre der Ruhnama in allen Lehrplänen) wurden größtenteils zurückgenommen. Allerdings ist bisher unklar, wie erfolgreich die von Berdimuhamedow begonnenen Reformen tatsächlich sind.

### Gesundheit
Die Gesundheitsausgaben des Landes betrugen im Jahr 2021 5,6 % des Bruttoinlandsprodukts. Im Jahr 2020 praktizierten in Turkmenistan 21,8 Ärztinnen und Ärzte je 10.000 Einwohner. Die Sterblichkeit bei unter 5-jährigen betrug 2022 40,4 pro 1000 Lebendgeburten. Die Lebenserwartung der Einwohner Turkmenistans ab der Geburt lag 2022 bei 69,4 Jahren (Frauen: 72,9, Männer: 65,9). Die Lebenserwartung stieg von 65 Jahren im Jahr 2000 bis 2022 um 7 %.

## Geschichte

### Paläolithikum bis Mesolithikum
Während in Tadschikistan menschliche Spuren etwa 800.000 bis 900.000 Jahre zurückreichen (Kuldara im Süden des Landes), sind die ältesten Funde in Turkmenistan deutlich jünger. Doch selbst die ältesten Funde in Zentralasien stehen in Widerspruch zur Tatsache, dass in China 1,6 Millionen Jahre alte Funde bekannt sind, denn Zentralasien gilt als Korridor zwischen Afrika-Westasien und Ostasien. Diesen hätten die aus Westen kommenden Zuwanderer passieren müssen, zumal die klimatischen Bedingungen denen ihres Herkunftsgebietes ähnlich waren. Faustkeile aus dem Acheuléen sind immerhin aus dem Westen Turkmenistans bekannt, doch sind sie zeitlich kaum einzuordnen und finden sich vor allem im Norden und Westen Kasachstans.

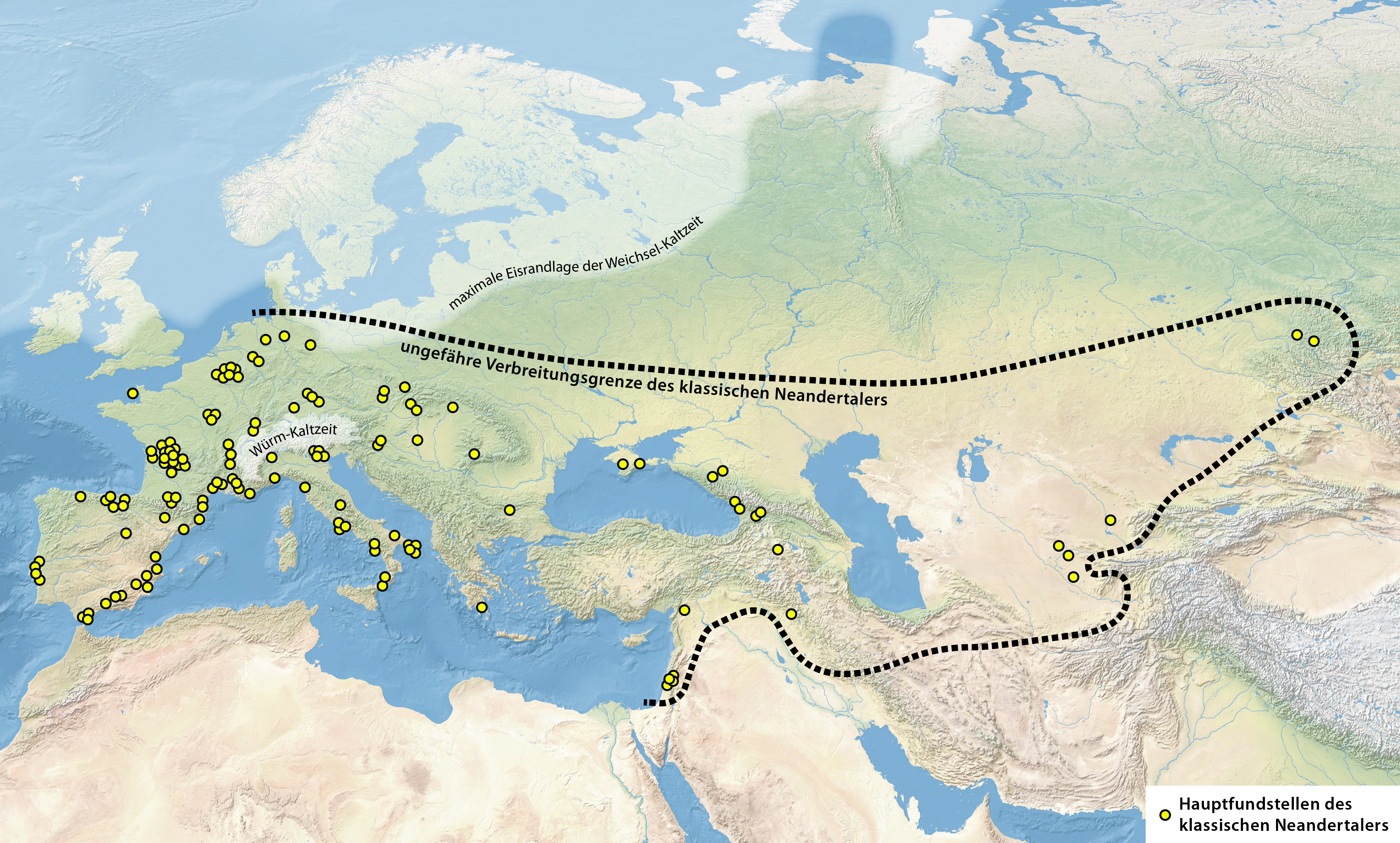
Fossilien „klassischer“ Neandertaler fanden sich bis ins Altai-Gebirge im Osten

Im Gegensatz zum Altpaläolithikum ist das Mittelpaläolithikum in Zentralasien deutlich besser repräsentiert – allerdings wiederum schlechter in Turkmenistan. In Usbekistan wurde 1938 in der Teschik-Tasch-Höhle nahe der Ostgrenze Turkmenistans ein Neandertalerkind entdeckt, das auf 70.000 Jahre datiert wurde. Dieser Fund gilt als überragend für ganz Zentralasien. In Sel-Ungur im Fergana-Becken fand man zehn Zähne, bei denen die Zuordnung zu Menschen allerdings widerlegt worden ist, wohingegen der dort entdeckte Oberarmknochen menschlich ist. Die organischen Überreste, vor allem Knochen der Jagdbeute, wurden auf 126.000 ± 5.000 Jahre datiert. Die Dominanz von Wildziegen und -schafen weist wohl auf eine steppenartige Landschaft hin. In jedem Falle bildet die Region das östlichste Vorkommen des Neandertalers. Genetische Untersuchungen an einem weiteren Neandertalerfossil, aus der 1962 entdeckten Obi-Rachmat-Höhle im Osten Usbekistans, legen nahe, dass die Neandertaler erst vor etwa 125.000 Jahren in der Region erschienen. Möglicherweise entwickelte sich in diesem Raum sogar eine distinkte Neandertalergruppe.
Geringer als die Kenntnisse zum Mittelpaläolithikum sind die zum Jungpaläolithikum, der Epoche, in der der Homo sapiens in der Region erschien. Zwar fand man Artefakte in der Stadt Samarkand, doch ist ihre Deutung umstritten. In Usbekistan ist die Fundstätte Kulbulak eine der frühesten, sie liefert Datierungen zwischen 39.000 ± 4.000 und 82.000 ± 9.000 Jahre. Im Nordosten Afghanistans (Darra-i Kur) fanden sich etwa 30.000 Jahre alte Artefakte des Homo sapiens. Wahrscheinlich verschwand die menschliche Population, die sowieso als nur klein eingeschätzt wird, während des letzten Kältemaximums zwischen 21.000 und 17.000 v. Chr. vollständig.
Im Epipaläolithikum ist die Besiedlung vor allem an der Fundstätte Dam-Dam-Çešme (auch Cesme) sehr viel deutlicher zu belegen. In der Region wird diese Epoche, häufig auch mit dem Mesolithikum gleichgesetzt, damit im Westen Turkmenistans besser fassbar. Sie dauerte von etwa 9500 bis 6000 v. Chr. Bei Dam-Dam-Çešme handelt es sich um zwei Felsüberhänge. Dabei reichten die Funde in Dam-Dam-Çešme 1 vom Jungpaläolithikum bis zur Bronzezeit, während Dam-Dam-Çešme 2 erst an der Grenze zwischen Jungpaläolithikum und Mesolithikum einsetzt; nur dort ließ sich ein wachsender Anteil an Ziegen und Schafen belegen. Gejagt wurden ansonsten Gazellen. Hinzu kamen geringe Mengen an Onagern, Wildrindern und -katzen.
In der etwas weiter nördlich gelegenen Kailyu-Höhle nahe dem Kaspischen Meer auf dem Krasnowodsk-Plateau und an der Fundstätte Hodscha fanden sich ebenfalls mesolithische Artefakte dieser Jäger-, Sammler- und Fischerkultur. In Hodscha hinterließen die einstigen Fischer große Mengen an Stör. Außerdem fanden sich Begräbnisstätten mit Muscheln. Die beiden Fundstätten bilden den Nordrand des Kaspischen Mesolithikums. Wahrscheinlich wurden die Abris nur saisonal aufgesucht.

### Neolithikum und Kupferzeit
Das Neolithikum setzte im Süden Turkmenistans bereits in der zweiten Hälfte des 7. Jahrtausends v. Chr. mit der Dscheitun-Kultur ein. Diese archäologische Kultur erhielt ihren Namen von Dscheitun, der ältesten neolithischen Siedlung des Landes; wenig jünger ist Namazgadepe, 80 km südöstlich von Aşgabat. Gelegen im südlichen Turkmenistan, etwa 25 km nördlich von Aşgabat im Kopet-Dag, wurde die 0,7 ha große Tell-Siedlung Dscheitun seit den 1950er Jahren ausgegraben. Sie bestand aus etwa 30 Häusern. Nach David R. Harris war keine der Wildformen von Einkorn oder Gerste in dieser Region vorhanden; ähnliches gilt auch für die Schafe. Sie müssen also mitgebracht worden sein, möglicherweise über das Zāgros-Gebirge aus der Levante. Die Wildform der Ziege (Capra aegagrus) hingegen war auch in Zentralasien verbreitet und könnte demnach dort domestiziert worden sein.
Am Anfang der Kupferzeit steht die Stufe Anau IA, die weit über Turkmenistan bis nach Iran reichte; daher wurde angenommen, dass möglicherweise Gruppen aus Iran zugewandert waren. Kennzeichnend für die nachfolgenden, partiell noch auf Jagd angewiesenen Gesellschaften, sind neben dem Kupfergebrauch eine spezifisch bemalte Keramik und komplexere Bauwerke als noch in der Dscheitun-Kultur.
Das sich dem Neolithikum anschließende südturkmenische Äneolithikum wird anhand der sich wandelnden Keramik in drei Stufen gegliedert, nämlich Namazga I bis III. Die erste Stufe wurde in das 5. Jahrtausend, Namazga II in die erste Hälfte des 4. Jahrtausends, Namazga III schließlich in das späte 4. Jahrtausend v. Chr. datiert. Auch hier bildet das Land Iran keine Grenze, wie die dortigen Fundorte im Atrek-Gebiet und in der Gorgan-Ebene erweisen. Besterforschter Ort ist die Geoksjur-Oase im ehemaligen Tedschen-Delta, wo Tell-Siedlungen, wie z. B. Dašlydži-Tepe, Jalangač-Tepe oder Geoksjur-Tepe 1 entstanden, Siedlungshügel, die auf generationenlange Kontinuität hinweisen. Die Häuser in der Stufe Namazga I bestanden aus luftgetrockneten Lehmziegeln. Die quadratischen oder rechteckigen Häuser wiesen meist einen oder zwei Räume auf, selten mehr. Die meist freistehenden Häuser waren durch Umfassungsmauern zu geschlossenen Gehöften verbunden. Dieser einfache Typus wurde in der Stufe Namazga II komplexer. So kamen Speicherbauten (?) hinzu, sowie Rundhäuser, die Bastionen ähneln. Namazga III weist bereits Gebäudekomplexe auf, während die Einzelhäuser, wie sich in Kara-depe erwies, fast verschwanden. So wurden gleichartige Häuser aneinandergereiht, es entstanden Innenhöfe, schmale Gassen und kleine Plätze, die die größeren Komplexe voneinander räumlich trennten. Diese Art der Gliederung in Quartiere sollte sich in der Bronzezeit verstärken.
Extensiver Getreideanbau, vor allem von Weizen und Gerste, war in dem ariden Gebiet ohne künstliche Bewässerung kaum zu bewerkstelligen. Während das Rind weniger bedeutend war, dominierten Schafe und Ziegen als domestizierte Arten. Zwar wurden auch Schweine gehalten, doch war ihre Zahl gering. Wildtiere wie Gazelle und Wildpferd, Hirsch, Wildschwein oder Hase deckten nur noch etwa 10 % des Fleischbedarfes. Auch das Kamel lässt sich bereits nachweisen.

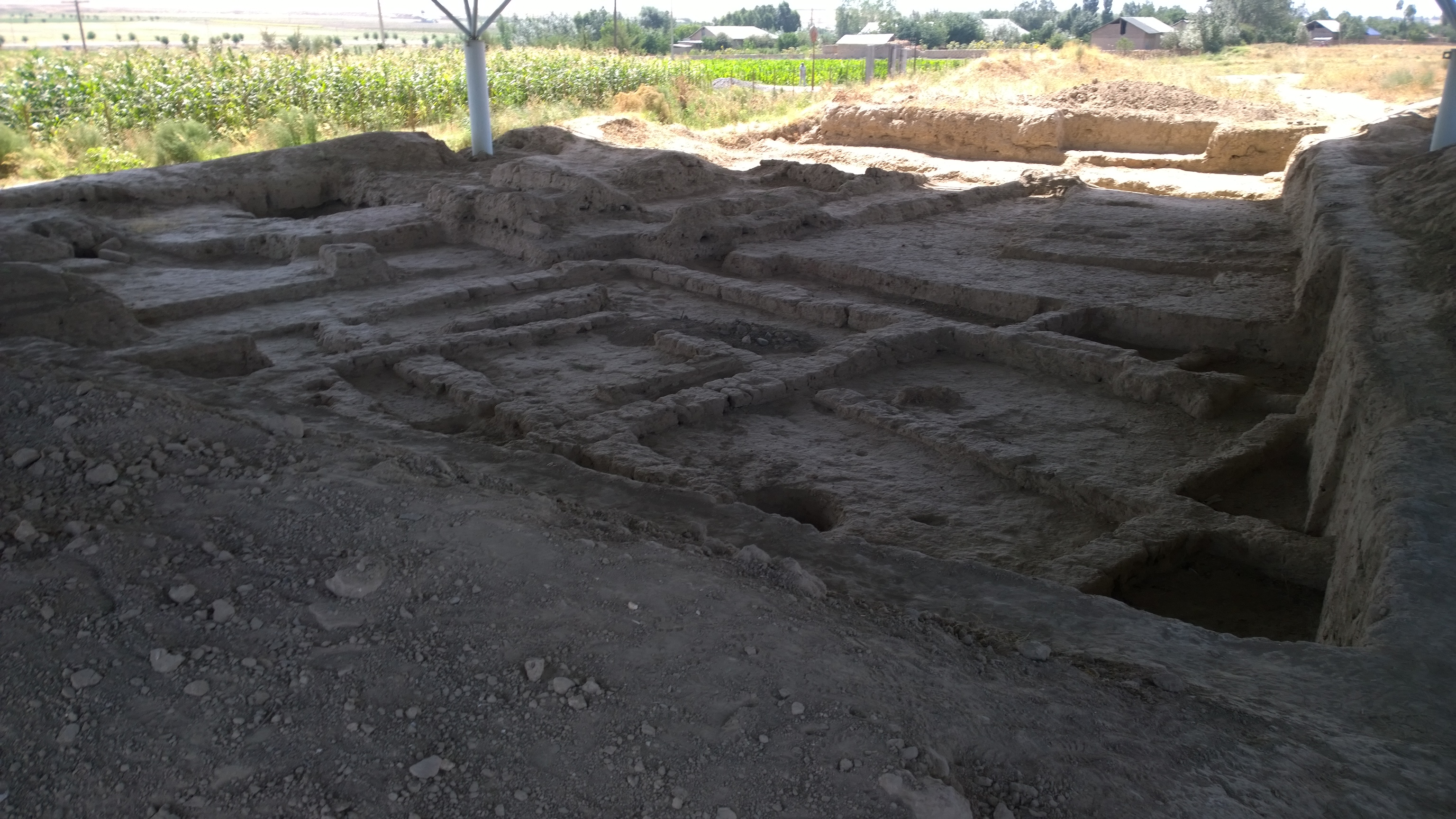
Grabungsstätte Sarasm in Nordwest-Tadschikistan

Wichtiger Fundort ist neben Namazgadepe die 1976 entdeckte proto-urbane Siedlung Sarasm (Anfang 4. Jahrtausend bis 2000 v. Chr.) im Nordwesten Tadschikistans, das von Kolonisten aus Namazgadepe und benachbarten Oasen gegründet wurde. In seiner Nähe befanden sich die beiden ältesten der für die Herstellung von Bronze notwendigen Zinn-Lagerstätten in Zentralasien. Mit einer Fläche von mindestens 35 ha, vielleicht sogar 100 oder gar 150, war Sarasm die größte Siedlung einer frühen Ackerbaukultur in Zentralasien.
Bereits frühbronzezeitlich ist Namazga IV (1. Hälfte bis mindestens Mitte des 3. Jahrtausends v. Chr.). Am Altyndepe, einem der herausragenden Siedlungsplätze in Südturkmenistan, entstanden Häuserkomplexe, die durch Straßenzüge getrennte Blöcke aufwiesen. Sie waren von Befestigungsanlagen mit Toren umgeben. Aus ihnen gingen später in der Stufe Namazga IV urbane Zentren hervor. Die Gesellschaft war bereits ausgeprägt arbeitsteilig, ein erheblicher Teil der Keramik wurde auf der schnell rotierenden Töpferscheibe hergestellt. Spezialisten verarbeiteten Zinn und Arsen und Bronzelegierungen.

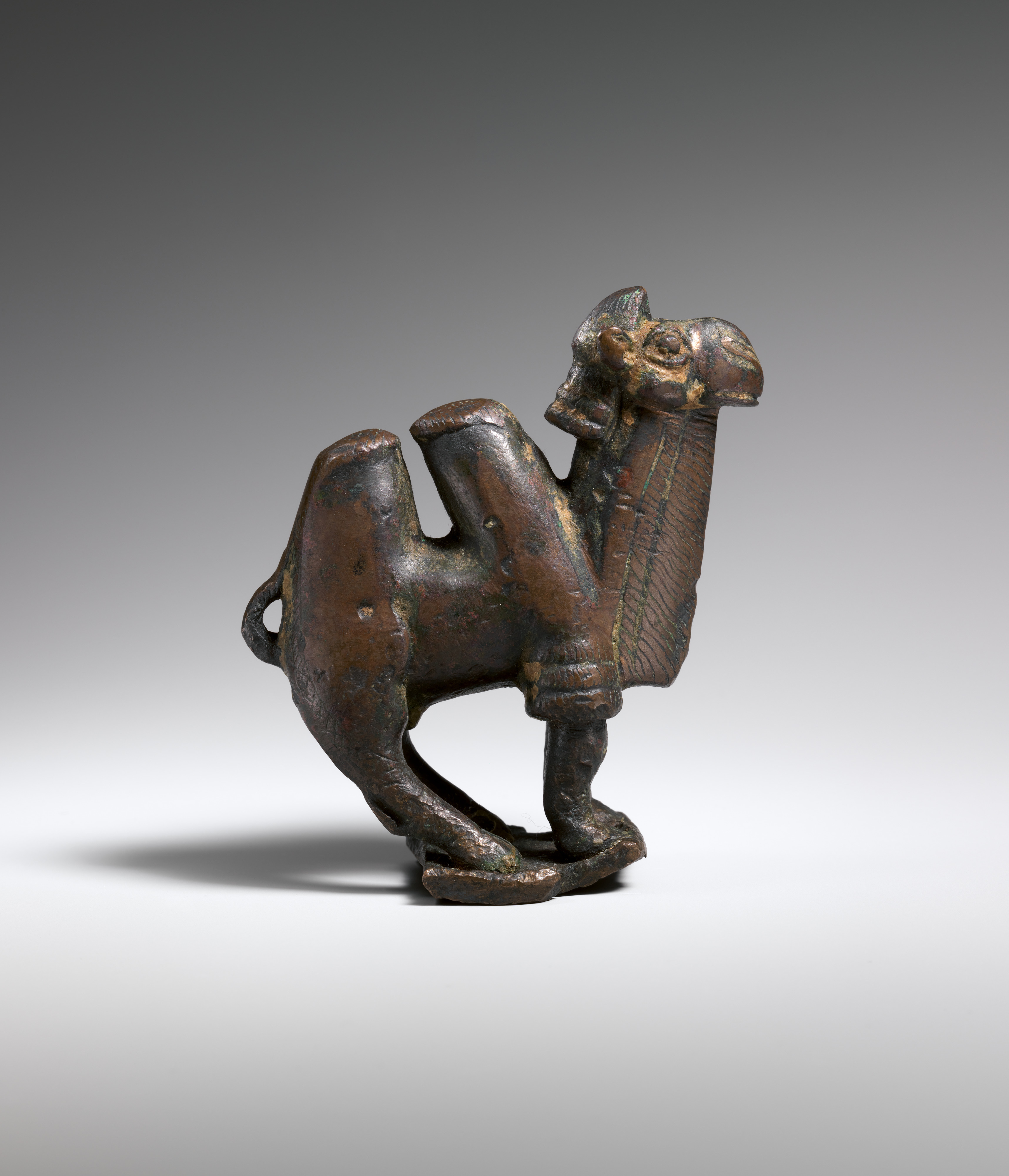
Kamelskulptur der Oasenkultur (auch Oxus-Kultur), Höhe: 8,89 cm, Kupferlegierung, spätes 3./frühes 2. Jahrtausend v. Chr., Metropolitan Museum of Art

Außerhalb Südturkmenistans breiteten sich Siedlungstypen aus den Stufen Namazga III und IV nur ostwärts aus, sieht man von Sarazm auf einer Terrasse am Südufer des Serafschan ab, der sich im nordwestlichen Tadschikistan befindet. Nördlich dieses Raumes bestanden eher mesolithische Kulturen, wie die Hissar-Kultur in Tadschikistan. Dabei lässt sich erweisen, dass Kommunikationsnetzwerke Südturkmenistan mit dem Iranischen Hochland, dem östlichen Mesopotamien und dem nordwestlichen Industal verbanden.
Insgesamt belegen die Funde, dass Südturkmenistan zwischen Kaspischem Meer und Margiana vom späten 7. bis ins frühe 2. Jahrtausend eine Peripherregion des Vorderen Orients darstellte, die sich nur geringfügig nordwärts ausbreiten konnte. Dabei nahm in der Bronzezeit die Hierarchisierung der Gesellschaft weiter zu. Im mittelbronzezeitlichen Namazga V entstanden um 2000 v. Chr. städtische Zentren, öffentliche Bauten und eigene Handwerkerviertel. Eine öffentliche Verwaltung, wie in Sumer, lässt sich allerdings nicht belegen.

### Von der Antike bis zum 19. Jahrhundert
Um 600 v. Chr. wurde Turkmenistan durch die Achämeniden erobert und wurde Teil deren Großreiches. Alexander der Große eroberte das Gebiet im 4. Jahrhundert v. Chr. auf seinem Weg nach Indien. 150 Jahre später errichtete das Partherreich seine Hauptstadt in Nisa, einem Gebiet um das heutige Aşgabat. In der Spätantike standen Teile des Gebiets unter Herrschaft des Sassanidenreichs und der iranischen Hunnen.
Im frühen 8. Jahrhundert n. Chr. nahmen die Araber die Region ein, wodurch die Bevölkerung mit dem Islam und der Kultur des Nahen Ostens in Berührung kam. Um diese Zeit entwickelte sich die Seidenstraße zu einem wichtigen Handelsweg zwischen Asien und Europa. Schon bald wurde das Gebiet des heutigen Turkmenistan als Chorasan bekannt, als der Kalif der Abbasiden, al-Ma'mūn, Merw zu seiner Hauptstadt erhob. Zu allen Zeiten mussten sich die Menschen an die wechselnden Wasserressourcen anpassen. Es entstanden neben Oasen- auch Flusskulturen, wobei die Begriffe teilweise nicht voneinander abgegrenzt werden und „Oxus-Kultur“ (bezieht sich auf Amudarja und Usboi als dessen Nebenfluss) oft als Synonym für beide verwendet wird. So siedelten an den Ufern des Usboi, der zusammen mit dem Amudarja das ganze Land durchzog, vom 5. Jahrhundert v. Chr. bis zum 17. Jahrhundert n. Chr. eine Flusskultur. Als der Amudarja die Sarykamysch-Senke nicht mehr erreichte, gaben die Bewohner des Usboi ihre Siedlungen auf. Die Überlebenden führten ein Leben als Nomaden.
Mitte des 11. Jahrhunderts versuchten die Seldschuken über Turkmenistan in Afghanistan einzufallen. Das Seldschukenreich zerfiel im späten 12. Jahrhundert und die Turkmenen verloren ihre Unabhängigkeit, als Dschingis Khan auf seinem Zug nach Europa die Kontrolle über die Regionen östlich des Kaspischen Meeres erlangte. Die nächsten sieben Jahrhunderte lang lebten die Turkmenen unter verschiedenen Herrschern und führten Stammeskriege untereinander. Durch die Eroberung durch Timur Lenk 1370 wurden die Wirtschafts- und Handelssysteme der Mongolen wieder zerstört. Über die turkmenische Geschichte vor der Besetzung durch Russland im 19. Jahrhundert ist wenig bekannt. Als die Turkmenen aus dem Gebiet der Mangyschlak-Halbinsel in das heutige Kasachstan bis an die Grenzen Irans und in das Becken des Amudarja wanderten, festigten sich die Stammestraditionen und entwickelten sich weiter, wodurch sie die ersten Ansätze des heutigen turkmenischen Nationalbewusstseins bilden.

### Russische und sowjetische Herrschaft

Flagge der Turkmenischen SSR (1925–1991)

Bis 1894 hatte das Russische Reich die Herrschaft über Turkmenistan erlangt. Die Zarenzeit ermöglichte der abgelegenen Region, den infrastrukturellen Rückstand (Hafenausbau, Eisenbahnlinien) aufzuholen. Die Oktoberrevolution von 1917 in Russland führte zu einer Phase der Instabilität. Nach einer britischen Militärintervention in den Jahren 1918/1919 folgte die Eingliederung Turkmenistans in die Turkestanische ASSR. Die Ausrufung der Turkmenischen Sozialistischen Sowjetrepublik als eine der Republiken der Sowjetunion erfolgte im Jahre 1925. Zu dieser Zeit wurden die heutigen Staatsgrenzen Turkmenistans gezogen. Unter sowjetischer Verwaltung wurde 1927 das aktive und passive Frauenwahlrecht eingeführt.
Als Sowjetrepublik war Turkmenistan auch am Zweiten Weltkrieg beteiligt. In der Turkmenischen SSR wurden 38 Militärhospitäler errichtet und in diesen 43.500 Verwundete versorgt.
Im Verlauf des Krieges wurde der Orden Held der Sowjetunion auch an mehrere turkmenische Soldaten verliehen. Zwei Träger der Auszeichnung, Klytschnijas Asalow und Tatschmamed Nijasmamedow, wurden im Sommer 1945 von Mitgliedern der antikommunistischen und ukrainisch-nationalistischen Organisation OUN-UPA auf der Heimreise ermordet.
1948 wurde die Hauptstadt Aşgabat von einem verheerenden Erdbeben zerstört.
Beim ersten Unabhängigkeitsreferendum im März 1991 stimmten 99,8 % der Wähler für den Verbleib bei der Sowjetunion. Durch den Zerfall der Sowjetunion im Jahre 1991 wurde Turkmenistan am 27. Oktober ein eigenständiger Staat. Ein zweites Referendum hatte eine 94-prozentige Zustimmung für eine Selbständigkeit ergeben. Das Frauenwahlrecht wurde bestätigt. Bei der Präsidentschaftswahl in Turkmenistan 1992 wurde Saparmyrat Nyýazow zum ersten Präsidenten Turkmenistans gewählt.

### Unabhängigkeit

#### Die Ära desTürkmenbaşyNyýazow von 1991 bis 2006

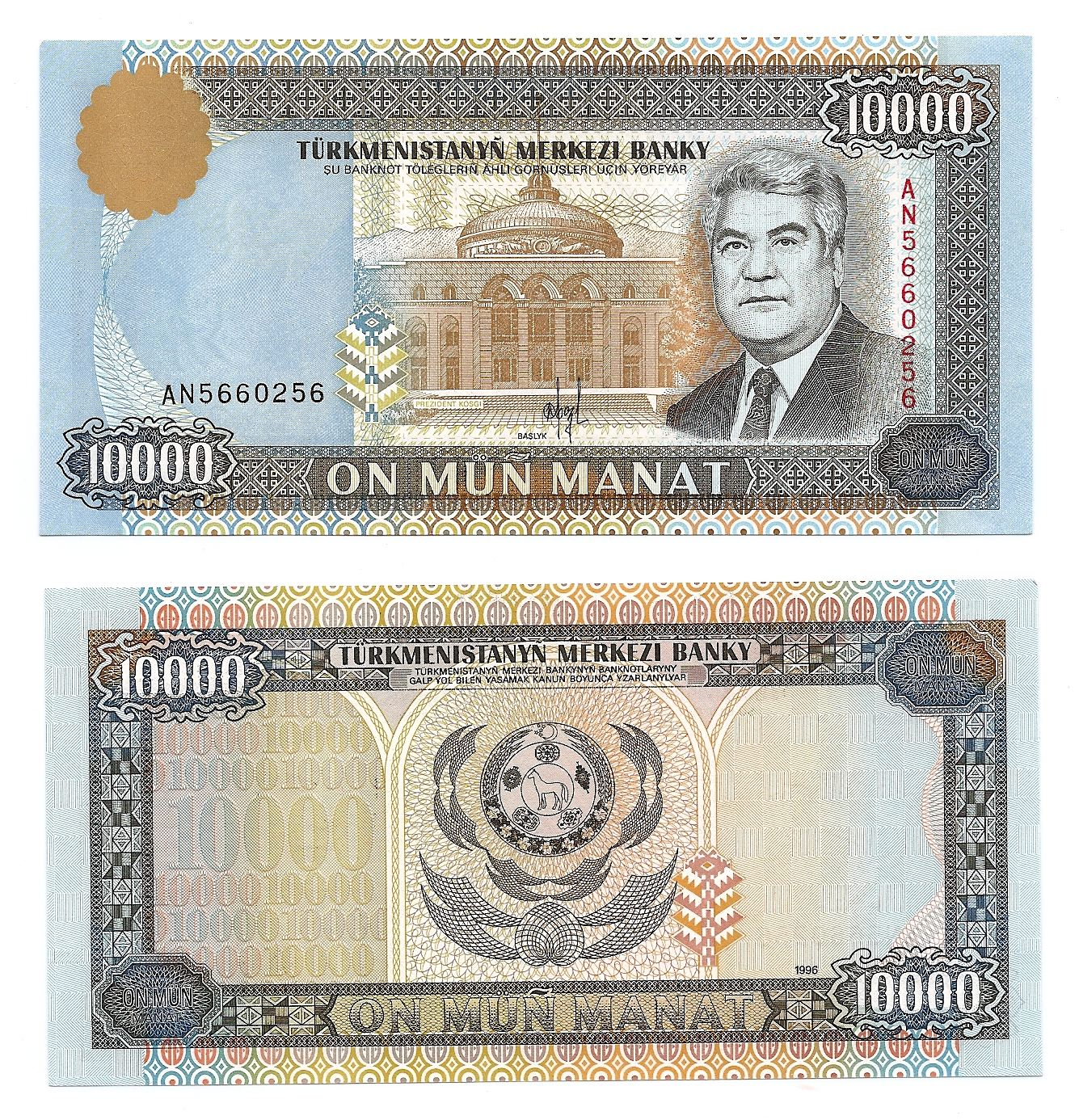
Der Personenkult um Saparmyrat Nyýazow zeigt sich auch auf einer Banknote von Turkmenistan 10.000 Manat, 1996. Auf deren Rückseite in der Mitte ist das Staatswappen von Turkmenistan abgebildet.

Der frühere Vorsitzende der Kommunistischen Partei, Saparmyrat Nyýazow, führte den Staat bis zu seinem Tod im Dezember 2006 als Staats- und Regierungschef mit Hilfe des Militärs und eines sehr starken Geheimdienstes äußerst rigoros und etablierte dabei einen allgegenwärtigen Personenkult. Mit der Parlamentswahl in Turkmenistan 1994 wurden erstmals Parlamentswahlen in dem jungen Staat abgehalten. Diese entbehrten jedoch jeglichen demokratischen Wettbewerbs, Oppositionsparteien wurden von der Wahl ausgeschlossen.
Ende 1999 ließ sich Nyýazow durch das Parlament zum Präsidenten auf Lebenszeit ernennen. Die Opposition wurde zunehmend unterdrückt, besonders nach einem inszenierten Attentat auf Nyýazow am 25. November 2002. Im Jahr 2003 ließ er sich von seinem Ministerkabinett zum Propheten ausrufen.
Nyýazow ließ auch Theater und Oper verbieten, ebenso das Rauchen in der Öffentlichkeit und die freie Wahl von Studienfächern. Eines seiner Bücher – die Ruhnama – bestimmte er zur offiziellen Pflichtlektüre für sein Volk. Überall wurden Statuen von ihm, seinem Vater und seiner Mutter aufgestellt. In der Hauptstadt entstanden luxuriöse Repräsentationsbauten und großzügige Plätze.
Gleichzeitig reduzierte der Türkmenbaşy („Führer der Turkmenen“), wie sich Nyýazow nennen ließ, die Sozialausgaben des Staates. 2004 wurden 15.000 Hospitalangestellte entlassen und durch Wehrpflichtige ersetzt. Nyýazow plante, alle Krankenhäuser im Land zu schließen, bis auf eines in der Hauptstadt. Anfang 2006 wurden auch die Renten und Behindertenzuschüsse drastisch gekürzt. Am Ende von Nyýazows Herrschaft waren sämtliche Oppositionsparteien verboten, die meisten Oppositionspolitiker ins Ausland geflohen.
Die letzte Parlamentswahl unter seiner Herrschaft fand am 19. Dezember 2004 statt. Es waren nur Kandidaten der Regierungspartei, der Demokratischen Partei Turkmenistans, zugelassen.

#### Die Ära Berdimuhamedow seit 2006
Als Nyýazow am 21. Dezember 2006 starb, ernannte der Sicherheitsrat Vizeministerpräsident Gurbanguly Berdimuhamedow zum Übergangspräsidenten. Gemäß der Verfassung hätte eigentlich Parlamentspräsident Öwezgeldi Ataýew die Amtsgeschäfte übernehmen sollen. Unmittelbar nach dem Tod des „Türkmenbaşy“ eröffnete aber die Staatsanwaltschaft ein Strafverfahren gegen Ataýew, um ihn sogleich zu verhaften.
Bei der Präsidentschaftswahl in Turkmenistan 2007 gingen nach offiziellem Ergebnis 89,23 % der abgegebenen Stimmen an Berdimuhamedow, bei einer Wahlbeteiligung von fast 99 %. Neben Berdimuhamedow hatten sich fünf weitere Kandidaten um das Präsidentenamt beworben, allesamt Mitglieder der Regierungspartei. Die Opposition und internationale Organisationen sprachen deshalb von inszenierten bzw. unfairen Wahlen.
Im Vorfeld der Wahlen und anlässlich der Amtseinführung am 14. Februar 2007 kündigte Berdimuhamedow Reformen an. Er versprach, allen Bürgern Zugang zum Internet zu verschaffen und die Bildungsangebote, die medizinische Versorgung und den Wohnungsbau auszuweiten. Er fügte aber hinzu, den von Nyýazow vorgegebenen Kurs beibehalten zu wollen, namentlich in der Außenpolitik sowie bei den Vergünstigungen für die Bevölkerung (Gas, Wasser, Strom und Salz sind kostenlos, Brot und Benzin sehr billig).
Auch unter der Herrschaft von Berdimuhamedow wurden weltweit wahrscheinlich einzigartige Verbote eingeführt. Weil die Farbe Weiß die Lieblingsfarbe Berdimuhamedows ist, wurden ab 2015 nur noch weiße Autos erlaubt und andersfarbige Fahrzeuge aus dem Verkehr gezogen. Des Weiteren ist Frauen das Lenken eines Fahrzeuges untersagt. Die Einfuhr, nicht jedoch der Verkauf, von Bikinis und kurzen Badehosen ist gestattet. Zuletzt wurde Berdimuhamedow bei der Präsidentschaftswahl in Turkmenistan 2017 mit mehr als 97 % der Stimmen im Amt bestätigt. Am 12. Februar 2022 wurde bekannt, dass er das Amt nach 15 Jahren niederlegt, weil er einem „jungen Anführer“ das Land übergeben will. Seit dem 19. März 2022 ist sein Sohn der amtierende Präsident Turkmenistans. Nennenswerte Änderungen in der Politik der politischen Führung des Landes werden mit dem Wechsel nicht erwartet. Zudem übt Gurbanguly Berdimuhamedow noch Macht im politischen System aus und vertritt Turkmenistan bei internationalen Konferenzen.

## Politik
Turkmenistan ist gemäß der Verfassung von 1992 eine Präsidialrepublik.

### Regierung

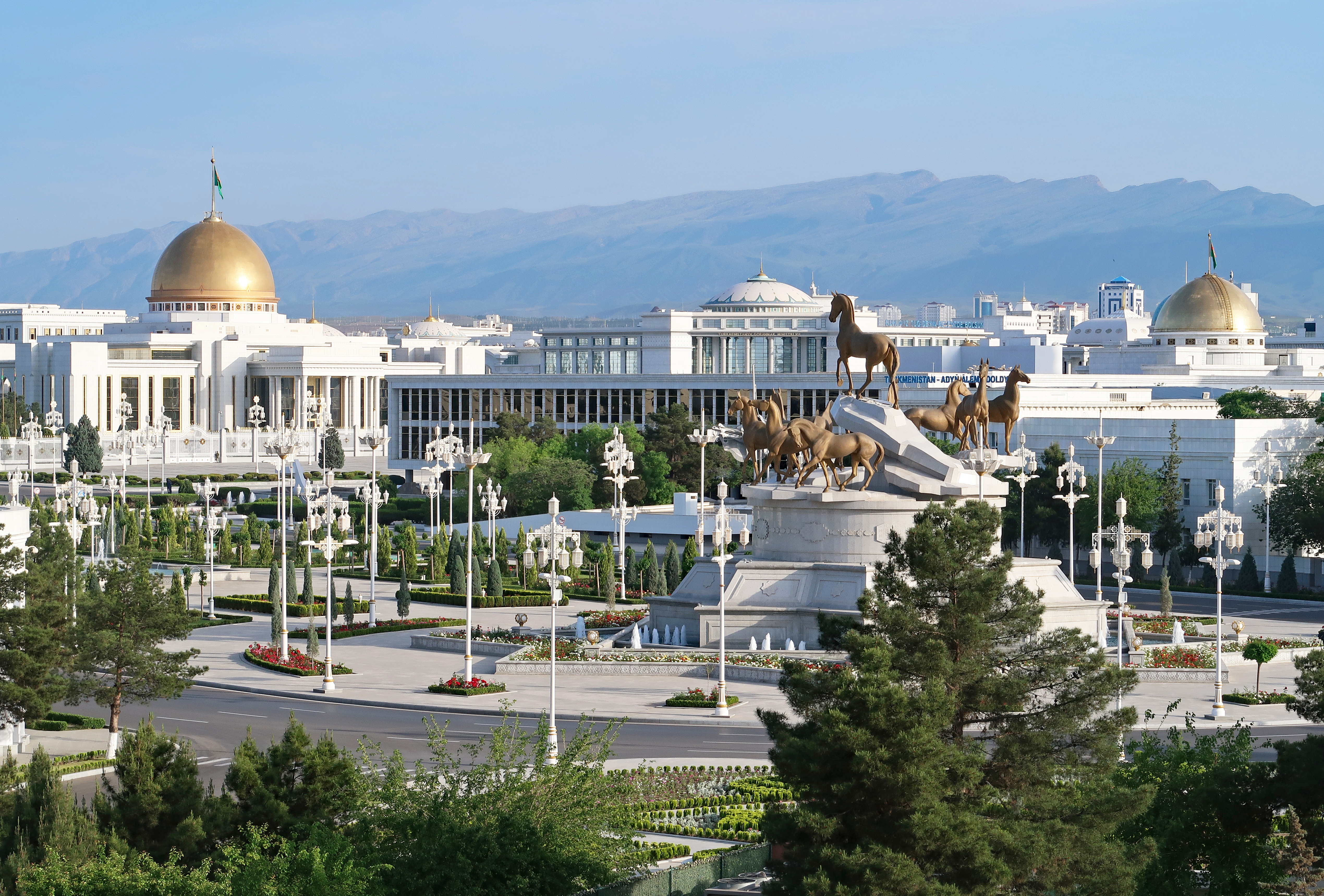
Regierungsgebäude in Ashgabat

Der Präsident von Turkmenistan ist zugleich Staats- sowie Regierungschef und ist mit weitgehend diktatorischen Vollmachten ausgestattet. Laut Verfassung wurde er ursprünglich auf fünf Jahre direkt vom Volk gewählt, seit 2017 dauert die Amtszeit sieben Jahre. Er bestimmt die Richtlinien der Politik, verfügt über ein uneingeschränktes Verordnungsrecht und ernennt die Mitglieder der Regierung. Ferner ist das Amt eines stellvertretenden Ministerpräsidenten vorgesehen.
Der Präsident des Landes ist kraft seines Amtes auch Vorsitzender beider Parlamentskammern, jedoch wird für jede Parlamentskammer ein Vizepräsident bestimmt, der die Vorsitzendenfunktion faktisch ausübt. Diese Ämter, ebenso der Posten des Vize-Ministerpräsidenten bis 2001, erlebten in den Jahren vor Nyýazows Tod einen häufigen Personalwechsel.
Nach dem Tod Nyýazows im Dezember 2006 wurde Gurbanguly Berdimuhamedow im Februar 2007 ins Präsidentenamt gewählt und im Februar 2012 bestätigt. Durch Verfassungsänderungen im Jahr 2016 wurde die Altersobergrenze von 70 Jahren für Präsidentschaftskandidaten aufgehoben und die Amtszeit des Präsidenten von fünf auf sieben Jahre verlängert. Daraufhin wurde der amtierende Präsident im Februar 2017 wiedergewählt.
Laut Angaben der Zentralen Wahlkommission Turkmenistans erhielt Berdimuhamedows Sohn Serdar Berdimuhamedow bei der vorgezogenen Präsidentenwahl im März 2022 72,97 Prozent der Stimmen bei einer Wahlbeteiligung von 97 Prozent.

### Legislative
Seit 2023 besitzt Turkmenistan, wie schon zwischen 1991 und 2021, wieder ein Einkammerparlament, die Versammlung (turkmenisch: Mejlis). Die Versammlung hat 125 Mitglieder, die auf fünf Jahre durch Mehrheitswahlsystem in Einmannwahlkreisen gewählt werden. Präsidentin der Versammlung ist Gülşat Mämmedowa. Von 2021 bis 2023 hatte das Land kurzzeitig ein Zweikammernparlament, den Nationalrat (Milli Geňeş), bestehend aus der Versammlung (Mejlis) mit 125 gewählten Mitgliedern, und dem Volksrat (Halk Maslahaty) mit 2.507 ernannten Mitgliedern.

### Parteien
Das Land hat ein Präsidentielles Regierungssystem mit einer herrschenden Einheitspartei, der Demokratischen Partei Turkmenistans. Die neue Verfassung aus dem Jahr 2008 erlaubt jedoch Parteigründungen. Nachdem in Turkmenistan während der Präsidentschaft Nyýazows stets ein Einparteiensystem vorherrschte, förderte dessen Nachfolger Berdimuhamedow die Gründung neuer Parteien und billigte dazu im Januar 2012 ein Gesetz, das die in der Verfassung vorgesehene Möglichkeit zur Gründung von Parteien bestätigte und präzisierte. Im August 2012 wurde mit der Partei der Industriellen und Unternehmer Turkmenistans eine zweite politische Partei in Turkmenistan registriert. Die neue Partei konnte bei der Parlamentswahl in Turkmenistan 2013 mit 14 Abgeordneten in das Parlament einziehen. Diese Entwicklung war allerdings nur möglich, da die Partei der Industriellen und Unternehmer Turkmenistans loyal gegenüber dem Präsidenten ist und keine politische Opposition darstellt. Die Registrierung oppositioneller Parteien ist in Turkmenistan weiterhin nicht möglich, sodass oppositionelle Gruppen wie die Republikanische Partei Turkmenistans aus dem Exil agieren müssen.

### Politische Indizes
| Name des Index                     | Indexwert    | Weltweiter Rang | Interpretationshilfe | Jahr |
| ---------------------------------- | ------------ | --------------- | --- | ---- |
| Fragile States Index               | 62,2 von 120 | 104 von 179     | Stabilität des Landes: Warnung 0 = sehr nachhaltig / 120 = sehr alarmierend Rang: 1 = fragilstes Land / 179 = stabilstes Land | 2024 |
| Demokratieindex                    | 1,66 von 10  | 161 von 167     | Autoritäres Regime 0 = autoritäres Regime / 10 = vollständige Demokratie                                                      | 2024 |
| Freedom in the World Index         | 2 von 100    | —               | Freiheitsstatus: unfrei 0 = unfrei / 100 = frei                                                                               | 2024 |
| Rangliste der Pressefreiheit       | 19,1 von 100 | 174 von 180     | Sehr ernste Lage für die Pressefreiheit 100 = gute Lage / 0 = sehr ernste Lage                                                | 2025 |
| Korruptionswahrnehmungsindex (CPI) | 17 von 100   | 165 von 181     | 0 = sehr korrupt / 100 = sehr sauber                                                                                          | 2024 |

### Menschenrechte
Die Lage der Menschenrechte in Turkmenistan ist nach Ansicht zahlreicher Menschenrechtsorganisationen schlecht. Zwar ist die Todesstrafe seit dem 1. Januar 2000 abgeschafft, doch werden individuelle Freiheitsrechte – insbesondere die Medienfreiheit und die Religionsfreiheit – oft missachtet. So ist nach Einschätzung von Human Rights Watch die Gewalt gegen Menschenrechtler so groß, dass im Land keine Menschenrechtsbewegung existieren kann. Homosexualität in Turkmenistan wird überwiegend geächtet.
Turkmenistan zählt zu den Ländern mit den repressivsten Mediengesetzen der Welt. Alle inländischen Medien sind staatlich gelenkt und unterstehen der Zensur. Kritische Journalisten müssen mit Verhaftung oder Folter rechnen.
Im August 2011 wurde der Besitz aller Satellitenschüsseln für den Fernsehempfang verboten. Die offizielle Begründung des Präsidenten lautet, dass durch die Satellitenschüsseln die Außenseite/Fassade von Gebäuden „verschandelt“ würde. Als Ersatz wird der Bevölkerung der Umstieg zum Kabelfernsehen angeboten. Menschenrechtler befürchten, dass durch das Verbot für Satellitenschüsseln die Bevölkerung nunmehr vollständig von der Außenwelt abgeschnitten wird. Denn auch das Abonnement/Bezug ausländischer Zeitungen und Magazine ist in Turkmenistan verboten.
Zwar ist die Religionsfreiheit in der Verfassung festgeschrieben, doch waren lange nur der sunnitische Islam und die Russisch-Orthodoxe Kirche offiziell anerkannt. Missionierungsversuche durch Nicht-Muslime werden häufig unterbunden. Im Frühjahr 2004 wurden aufgrund internationalen Drucks, insbesondere der USA, die Bestimmungen für die Zulassung von religiösen Minderheiten gelockert. Aufgrund des internationalen Drucks sind mittlerweile folgende weitere Religionsgemeinschaften zugelassen: Baptisten, Sieben-Tage-Adventisten, Bahai, Hare Krishna, Greater Christchurch, Church of Christ, Light of the East, Full Gospel Christian, Neuapostolische Kirche und Source of Light. Die Religionsfreiheit entspricht aber immer noch nicht den in westlichen Ländern üblichen Standards. Schiitische Muslime, katholische Christen, Juden und Jehovas Zeugen sind in Turkmenistan weiterhin nicht registriert.
Das Recht auf Kriegsdienstverweigerung ist Teil des Rechts auf Gedanken-, Gewissens- und Religionsfreiheit nach Artikel 18 des Internationalen Paktes über bürgerliche und politische Rechte, den Turkmenistan 1997 ratifiziert hat. Außerdem findet sich dieses Recht ebenso in den Verpflichtungen zur menschlichen Dimension der Organisation für Sicherheit und Zusammenarbeit in Europa (OSZE), der Turkmenistan am 30. Januar 1992 beigetreten ist. Dennoch musste der UN-Menschenrechtsausschuss am 15. und 16. März 2012 in den Abschließenden Beobachtungen (Concluding Observations) der 104. Sitzung nach einer Diskussion über die Menschenrechtslage in Turkmenistan erklären:

„Der Vertragsstaat sollte alle notwendigen Maßnahmen ergreifen, um die Gesetzgebung so zu ändern, dass eine Alternative zum Militärdienst besteht. Er sollte auch sicherstellen, dass die Gesetze klar definieren, dass Personen das Recht zur Kriegsdienstverweigerung haben. Des Weiteren sollte er jedwede Verfolgung von Personen einstellen, die die Ableistung des Militärdienstes aus Gewissensgründen verweigern und diejenigen Personen freilassen, die derzeit inhaftiert sind.“

Diese Rüge fußt auf der Feststellung des Ausschusses, dass eine Reihe von Personen, die den Zeugen Jehovas angehören, immer wieder verfolgt und inhaftiert werden, weil sie den Wehrdienst verweigern (vgl. Diskriminierung und Verfolgung der Zeugen Jehovas).
In Turkmenistan dürfen Frauen nicht mehr Auto fahren. Seit Januar 2018 dringen aus dem abgeschotteten Land Berichte, wonach Frauen am Steuer nicht nur die Fahrerlaubnis, sondern auch das Auto eingezogen wird. Die Hintergründe sind unklar, allerdings gibt es Hinweise, dass das Verbot nicht auf den Islam zurückzuführen ist, sondern auf die Vorlieben des diktatorisch regierenden Staatspräsidenten. Angeblich beruft sich das Innenministerium auf Statistiken, wonach an Unfällen mehrheitlich Frauen beteiligt seien.

### Außenpolitik

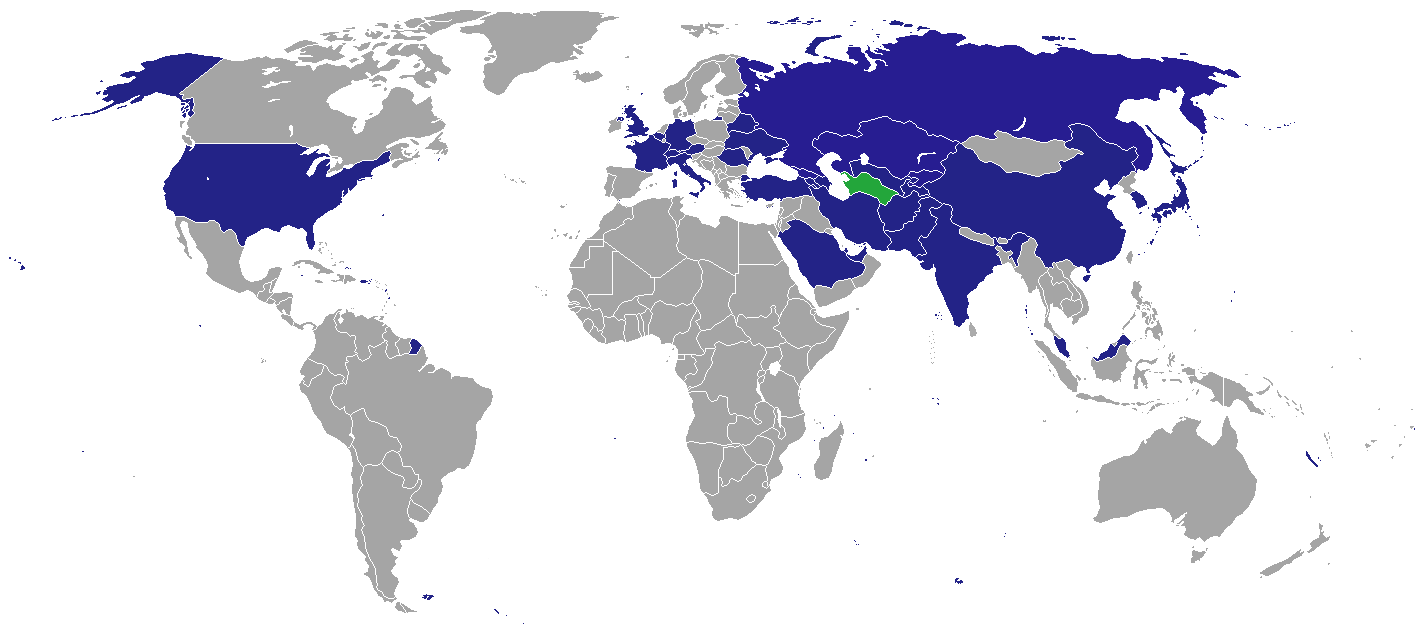
Standorte der diplomatischen Vertretungen Turkmenistans

Turkmenistan ist Mitglied der UNO, der ECO, der OIC, des OATCT sowie der OSZE und ist mit der GUS assoziiert. Es hat sich außenpolitisch für neutral erklärt. Unter anderem bedingt durch seine Regierungsform befindet sich Turkmenistan politisch in einer relativen internationalen Isolation. Die Neutralität soll dem Land in einer geopolitisch konfliktreichen Region einerseits alle Optionen zum Export seiner Energieressourcen offenhalten, andererseits erfordert die Isolation westlichen Beobachtern zufolge fortwährende, teils gravierende staatliche Eingriffe in individuelle Freiheitsrechte und behindert die Modernisierung der Wirtschaft. Als besonders gut gelten die Beziehungen zur Volksrepublik China, zu Russland, Iran und zur Türkei. Es bestehen diplomatische Beziehungen zum Vatikan, obwohl die römisch-katholische Kirche in Turkmenistan nicht anerkannt und zugelassen ist. Konfliktfelder gibt es allerdings auch mit den Nachbarstaaten.
Anfang Oktober 2017 stattete Russlands Präsident Wladimir Putin Turkmenistan einen offiziellen Besuch ab, um mit dem turkmenischen Amtskollegen Berdimuhamedow die Stationierung russischer Truppen an der turkmenisch-afghanischen Grenze zu diskutieren. Hintergrundgedanke war die verstärkte und koordinierte Bekämpfung des islamistischen Terrorismus. Doch das turkmenische Staatsoberhaupt verwies auf den neutralen Status seines Landes und stellte sich grundsätzlich gegen die Präsenz ausländischer Streitkräfte in Turkmenistan.
Turkmenistan ist seit November 2021 Beobachter der Organisation der Turkstaaten. Am 12. November 2021 nahm das Land das erste Mal – mit Beobachterstatus – an einem Gipfel in Istanbul teil.

### Rauchverbote
Turkmenistan ist das Land mit dem weltweit geringsten Anteil an Rauchern. Durch verschiedene Verbote hat Turkmenistan die Quote der Raucher von 27 % im Jahr 1990 auf etwa 8 % im Jahr 2015 senken können.

### Militär

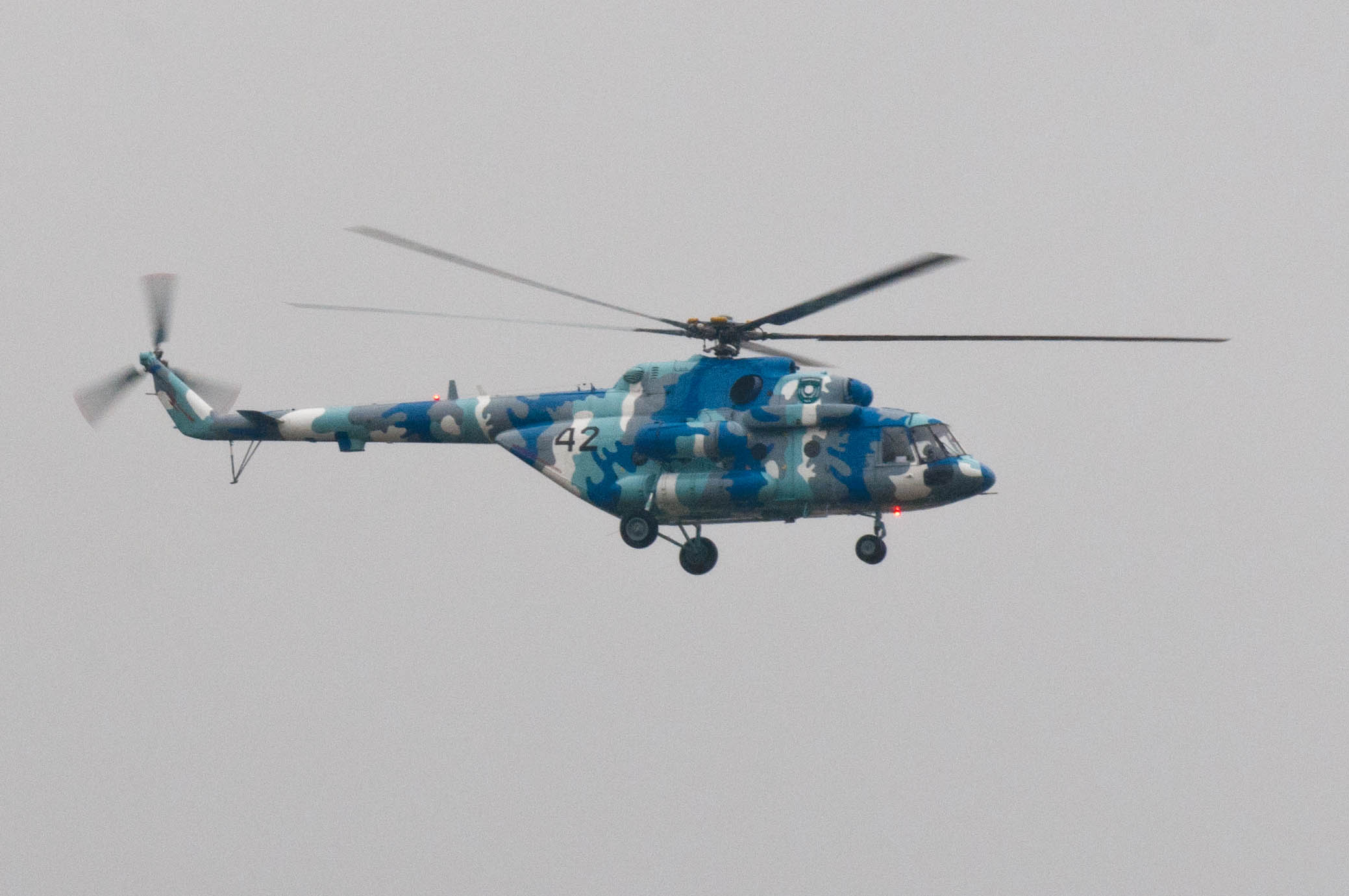
Mi-8 der turkmenischen Luftwaffe anlässlich der Parade zum Unabhängigkeitstag

Die Turkmenischen Streitkräfte haben 18.500 Angehörige und sind in die Teilstreitkräfte Heer, Luftwaffe, Luftverteidigung und Marine gegliedert. Es gibt außerdem eine Nationalgarde. 1992 wurde ein bilaterales Verteidigungsabkommen mit Russland abgeschlossen, rund 12.000 russische Soldaten waren für die Sicherung der Grenze zu Afghanistan und Iran stationiert. Mit Verschlechterung der Beziehungen verließen 1999 die letzten russischen Truppen das Land.

### Verwaltungsgliederung
Turkmenistan ist in fünf Provinzen (welaýatlar, Singular welaýat) mit über 50 Distrikten sowie den Hauptstadtdistrikt Aşgabat şäheri unterteilt.
| Nr. | Provinz                             | ISO-Code | Hauptstadt  | Fläche (km2) | Einwohner (2005) |
| --- | ----------------------------------- | -------- | ----------- | ------------ | ---------------- |
| 1   | Ahal welaýaty                       | TM-A     | Arkadag     | 97.160       | 939.700          |
| 2   | Balkan welaýaty                     | TM-B     | Balkanabat  | 139.270      | 553.500          |
| 3   | Daşoguz welaýaty                    | TM-D     | Daşoguz     | 73.430       | 1.370.400        |
| 4   | Lebap welaýaty                      | TM-L     | Türkmenabat | 93.730       | 1.334.500        |
| 5   | Mary welaýaty                       | TM-M     | Mary        | 87.150       | 1.480.400        |
| –   | Aşgabat şäheri (Hauptstadtdistrikt) | TM-S     | Aşgabat     | 470          | 871.500          |

## Wirtschaft

### Wirtschaftliche Situation
Wirtschaftlich arbeitet Turkmenistan mit zahlreichen Ländern zusammen, die Interesse an den reichen Erdgas- und Erdölvorkommen Turkmenistans haben, unter anderem mit Russland, der Türkei und den USA.
Landwirtschaftlich wird Turkmenistan vor allem durch den Anbau von Baumwolle genutzt, was überwiegend im Norden und Süden der Fall ist, wo gleichzeitig Bewässerungsland vorhanden ist. Die Bedeutung des Melonenanbaus wird durch die Observanz des Tages der turkmenischen Melone hervorgehoben.
Turkmenistan ist auch ein Nettoexporteur von elektrischer Energie in die zentralasiatischen Republiken und die südlichen Nachbarländer. Praktisch der gesamte Strom und die Wärme werden aufgrund der bedeutenden Reserven des Landes aus Erdgas erzeugt. Das erste Elektrizitätswerk Turkmenistans wurde 1909 gebaut und 1913 in Betrieb genommen. Im Jahr 2019 war es immer noch in Betrieb. Das ursprüngliche Dreifach-Turbinen-Wasserkraftwerk am Hindukusch, das von der österreichisch-ungarischen Firma Ganz & Cie am Murghab-Fluss gebaut wurde, war für eine Leistung von 1,2 Megawatt bei 16,5 Kilovolt ausgelegt.
Beinahe die Hälfte der Beschäftigten arbeitet in der immer noch durch die Sowjetzeit geprägten Landwirtschaft mit niedriger Produktivität. Rohbaumwolle ist das wichtigste Agrarexportprodukt. Außerdem ist der Melonenanbau typisch für das Land. Auf der Basis der Nutzung des fruchtbaren Bodens im großen Stil für die Baumwollproduktion seit der Sowjetzeit, entstand in jüngster Zeit eine Textilindustrie mit zwei Dritteln Exportanteil.
Die Industrie des Landes besteht überwiegend aus Textil- und Chemieindustrie sowie Erdölraffinerien und anderen petrochemischen Anlagen. Durch die extrem hohen Erdgasreserven und eine begrenzte Bevölkerungszahl sind in Turkmenistan Gas, Elektrizität, Wasser und Salz für die Bevölkerung zum privaten Verbrauch seit 1993 kostenlos.
Die Aufhebung der Preise erfolgte trotz weit verbreiteten politischen Widerstandes. Direkt bei der Bekanntgabe am 4. Januar 1993 sagte der Präsident „Eine solche Maßnahme steigere das Realeinkommen des Volkes besser als Banknoten, die mit Lichtgeschwindigkeit entwertet würden“. Die Befürchtung der Geldentwertung bestand, da im Januar 1993 Turkmenistan erst seit 14 Monaten ein unabhängiger Staat war und die Preise für Erdgas auf einem sehr niedrigem Niveau lagen, Erdgas kostete 1993 weniger als noch 1982 unter der Sowjetunion. Erst ab 2000 fand eine massive Erhöhung der Erdgaspreise statt.
Bis dahin jedoch versank die Bevölkerung in der Ära Nyýazow zunehmend in der Armut, während die Korruption grassierte und der Staat sich einen bizarren Personenkult um den Präsidenten leistete. Immerhin hat der Nachfolger Nyýazows im Präsidentenamt vorsichtige politische, wirtschaftliche und soziale Reformen begonnen.
Die Arbeitslosenquote lag im Jahr 2020 bei 4,1 %.
| Jahr                                    | 2010   | 2015   | 2016   | 2017   | 2018   | 2019   | 2020   | 2021   | 2022   | 2023   |
| --------------------------------------- | ------ | ------ | ------ | ------ | ------ | ------ | ------ | ------ | ------ | ------ |
| BIP in Mrd. USD (Kaufkraftparität)      | 73,4   | 100,1  | 100,6  | 104,6  | 115,6  | 123,5  | 119,9  | 142,0  | 160,2  | 169,3  |
| BIP pro Kopf in USD (Kaufkraftparität)  | 13.935 | 17.359 | 17.139 | 17.521 | 19.068 | 20.050 | 19.185 | 22.394 | 24.916 | 25.978 |
| BIP-Wachstum (real)                     | 16,0 % | 2,2 %  | −0,5 % | 2,1 %  | 1,7 %  | −3,7 % | −2,1 % | −0,3 % | 5,3 %  | 2,0 %  |
| Inflation (in Prozent)                  | 4,4 %  | 7,4 %  | 3,6 %  | 8,0 %  | 13,3 % | 5,1 %  | 6,1 %  | 19,5 % | 11,2 % | −1,6 % |
| Staatsverschuldung (in Prozent des BIP) | 6 %    | 15 %   | 19 %   | 20 %   | 19 %   | 15 %   | 13 %   | 11 %   | 6 %    | 5 %    |

### Bodenschätze
Turkmenistan verfügt über erhebliche Erdöl- und Erdgasvorkommen. Testiert sind 44,5 Milliarden Tonnen Öläquivalent. Schätzungen gehen aber davon aus, dass bis zu 250 Milliarden Tonnen vorhanden sein könnten. 2007 und 2008 investierten ausländische Unternehmen 0,8 und 2,2 Milliarden Dollar im Öl- und Gassektor.
Für die Erschließung, Ausbeutung und Verarbeitung sind die staatlichen Konzerne TurkmenGeologiya (TG), TurkmenNeft (TN), TurkmenGaz (TG) und TurkmenNefteGazStroy (TNGS) zuständig. Sie gehen dabei Joint Ventures (JVs) und Production-sharing agreements (PSAs) mit ausländischen Konzernen ein, wobei die turkmenische Seite immer einen Anteil von größer 50 % hält.
Das erste nach einem internationalen Klassifizierungssystem erstellte Gutachten zu den turkmenischen Gasvorkommen wurde im Oktober 2008 von der britischen Agentur Gaffney Cline and Associates veröffentlicht. Der Vertreter der britischen Energiezertifizierungsagentur betonte dabei, dass die Gasreserven Turkmenistans erheblich größer sind als bisher angenommen. Demzufolge besitzt Turkmenistan eines der größten Erdgasfelder der Welt. Das South Yolotan-Osman Field in der Nähe der afghanischen Grenze enthält förderbare Reserven von 4 bis 14 Billionen Kubikmeter Erdgas (umgerechnet 140 bis 495 Tcf). Mit 4 Billionen Kubikmetern wäre es eines der zehn größten Felder und mit 14 Billionen Kubikmetern das größte an Land befindliche Gasfeld der Welt. Mit 6 Billionen Kubikmetern würde es das ergiebigste turkmenische Gasvorkommen Dowletabad um das Fünffache übertreffen. Das Erdgas sorgt auch für den überwiegenden Teil der turkmenischen Stromproduktion. Mit der Investition in neue Gasturbinen soll Strom in Zukunft nicht nur nach Afghanistan, nach Iran und in die Türkei, sondern auch nach Tadschikistan, Kasachstan und Pakistan exportiert werden.
Ölprodukte sind nach Erdgas das zweitwichtigste Ausfuhrgut Turkmenistans. Die Raffinerien befinden sich in Türkmenbaşy und Seydi. Der staatliche Ölverarbeitungskomplex TNGIZT produziert wertmäßig ein Fünftel bis ein Viertel des gesamten Ausstoßes der verarbeitenden Industrie des Landes.
Ölprodukte wie Polyethylen, Polypropylen oder Euro-5-Treibstoff aus eigenen Raffinerien sind wichtige Exportprodukte Turkmenistans genauso wie zunehmend andere chemische Produkte wie Düngemittel aus dem großen Vorkommen an mineralischen Salzen, jod- und bromhaltigen Tiefenwässern. Der Staatskonzern TurkmenKhimiya betreibt mit Partnern aus Belarus Kalisalzabbau an der Garlyk-Lagerstätte ganz im Südosten des Landes, sowie Harnstoff- und Ammoniumproduktion in der Region Balkan.

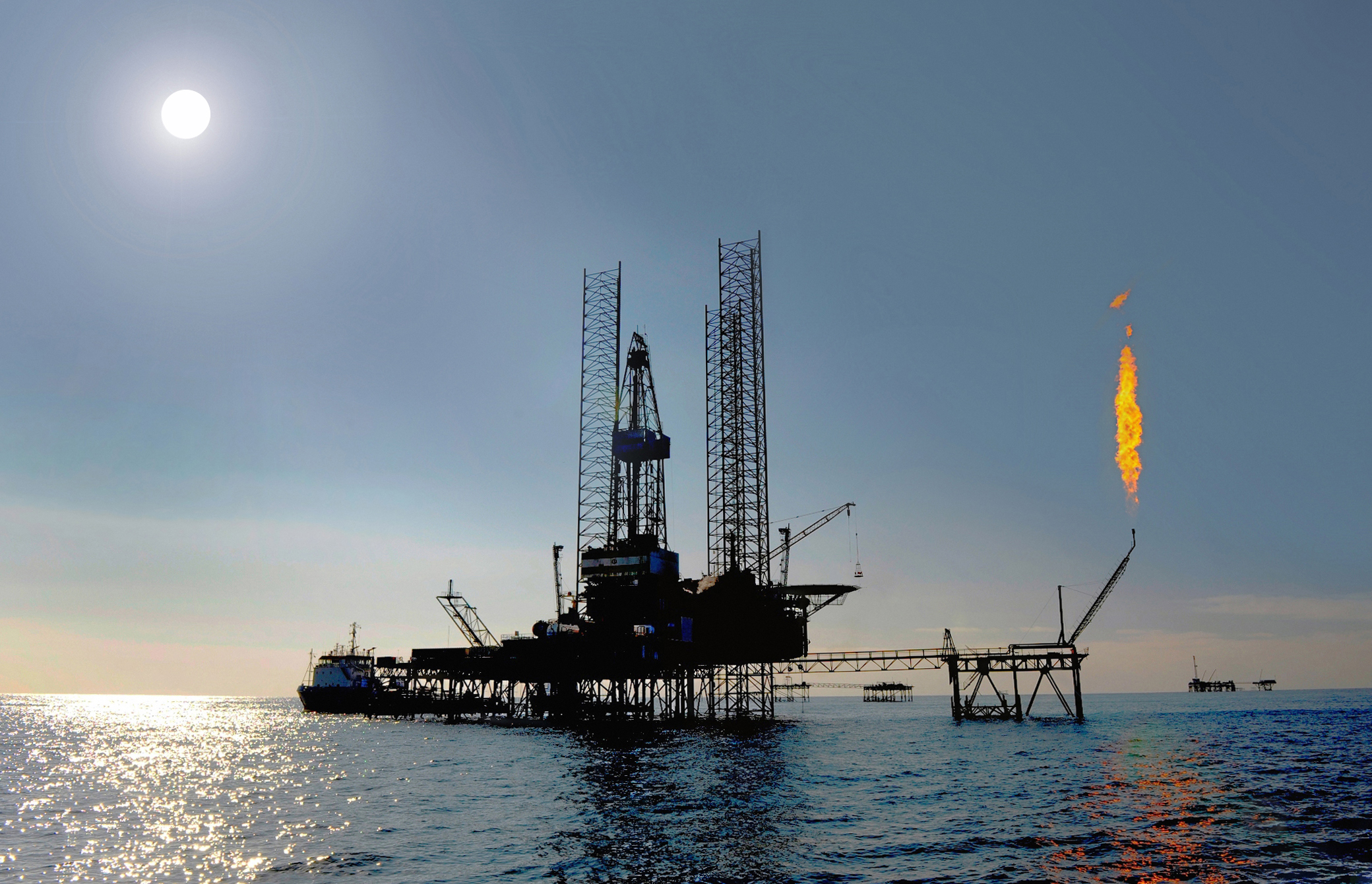
2008 Bohrplattform „Iran Khazar“ bei Bohrungen für Dragon Oil vor der Küste Turkmenistans

Turkmenistan exportiert das Öl und Gas über Russland, Kasachstan, Iran, Aserbaidschan und die Türkei auf die Weltmärkte. Öl wird auch per Schiff nach Baku (Aserbaidschan) und Neka (Iran) transportiert.
2008 wurden aus über 40 Feldern Öl und Gas gefördert, siehe auch Turkmenistan-Afghanistan-Pakistan-Pipeline.
Ausländische Produzenten sind:
- Dragon Oil (Irland; 51 % der Anteile hält das Emirat Dubai)
- Eni (Italien)
- Petronas (Malaysia)
- Maersk Oil (Dänemark) + Wintershall (Deutschland) + ONGC (Indien)

### Tourismus

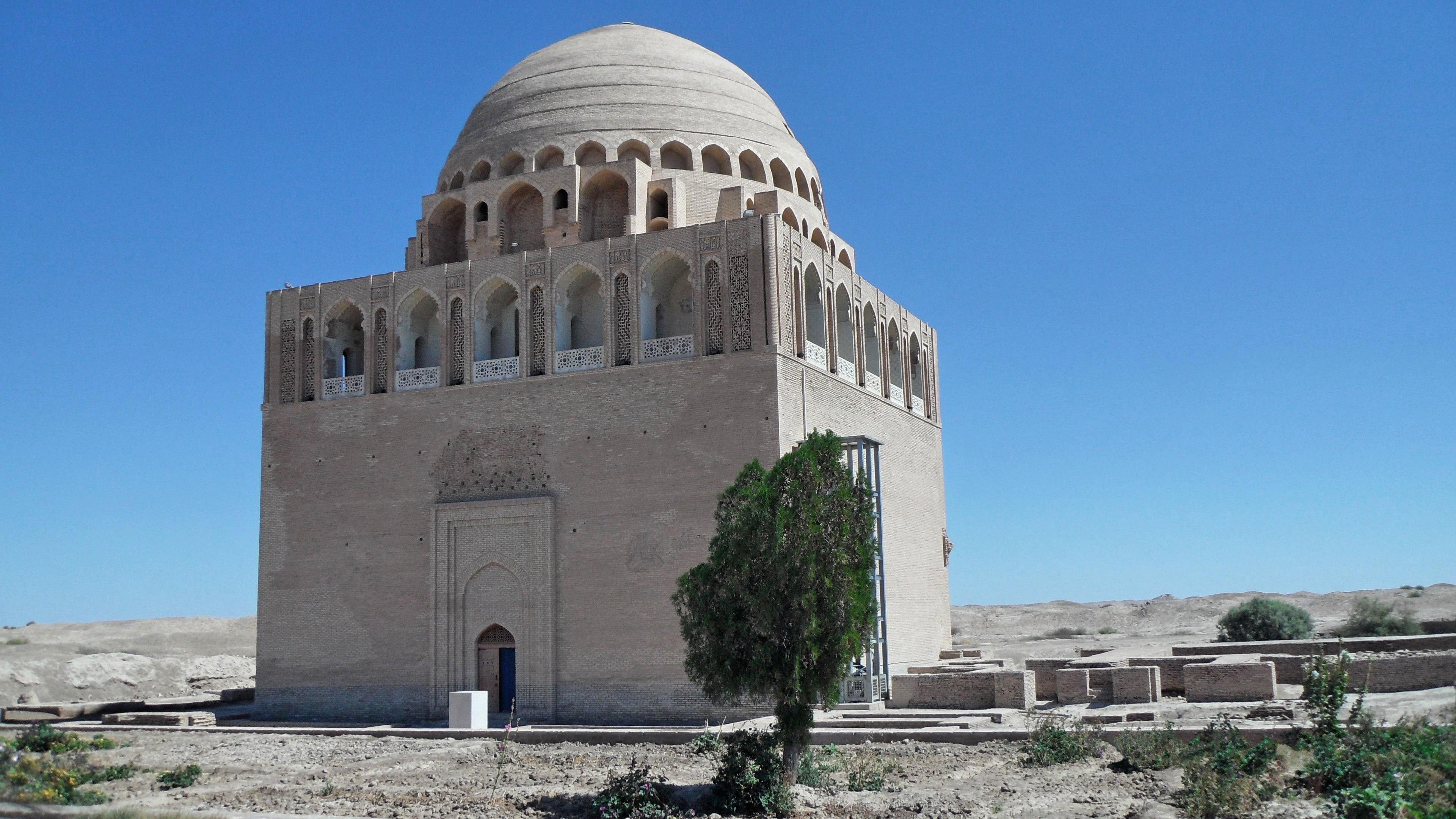
Sultan-Sandschar-Mausoleum in der antiken Oasenstadt Merw an der Seidenstraße

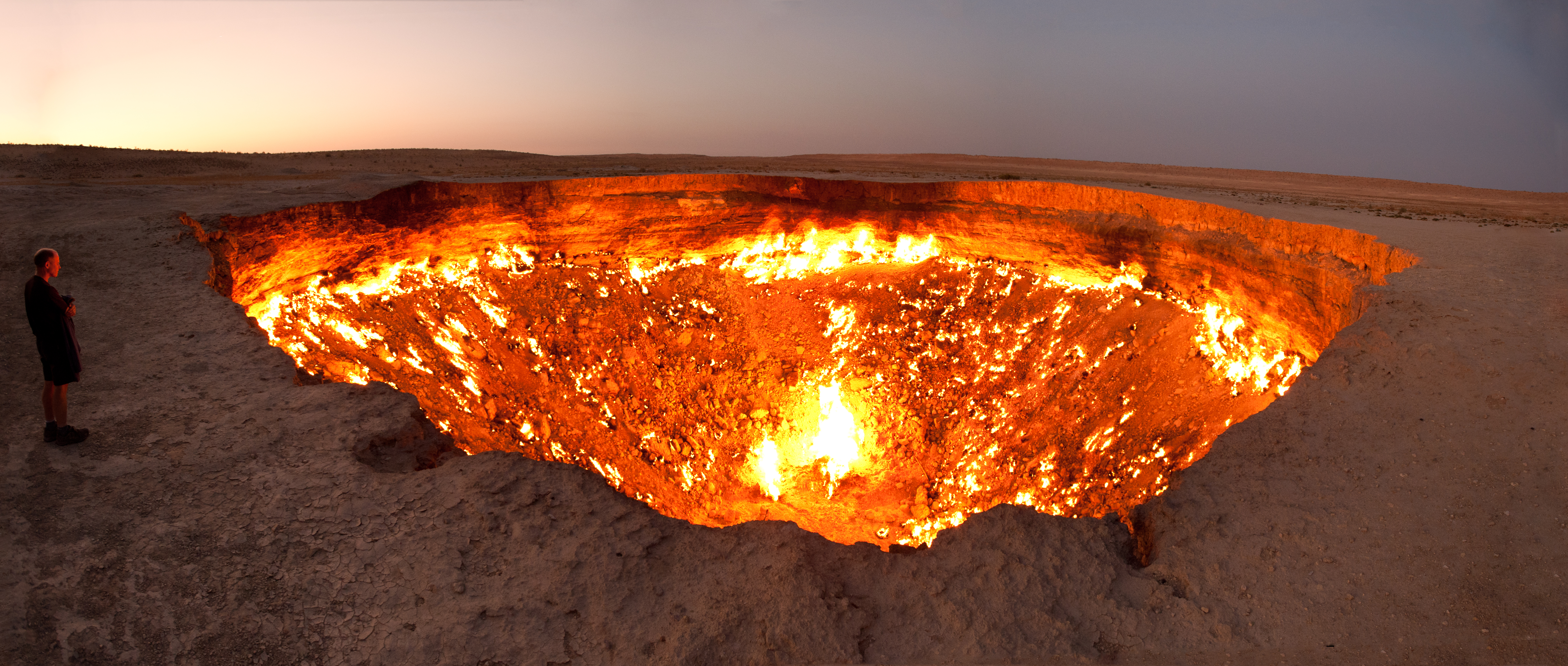
Krater von Derweze („Tor zur Hölle“)

Nach anfänglicher Öffnung des Landes für den internationalen Tourismus zu Beginn der 1990er Jahre ist das Land heute Ausländern gegenüber eher abweisend. Zwar gibt es eine in Teilen vergleichsweise gute Infrastruktur aus Verkehrsmitteln, Hotels und Restaurants für Touristen, doch kaum noch Besucher. Turkmenen selbst reisen wenig und besuchen dabei vorwiegend die eigene Verwandtschaft.
Turkmenistan ist ein an antiken Stätten reiches Land, insbesondere die verlassenen Oasen Merw und Nisa sowie die Stadt Köneürgenç (mit dem höchsten Minarett Zentralasiens). Doch auch die bizarre Wüstenlandschaft bietet Touristen einzigartige Erlebnisse. Naturwunder sind die brennenden Gaskrater bei Derweze, der thermale Höhlensee Kow-Ata bei Bäherden (ehem. Baharly) und der weltgrößte Salzwasserfall am Zufluss der Garabogazköl-Bucht.
Deutsche, Schweizer und Österreicher können ein Touristenvisum mit einer Aufenthaltsdauer von bis zu 30 Tagen bei den zuständigen turkmenischen Konsulaten beantragen. Dafür ist jedoch vor Beantragung des Visums die Buchung von Leistungen bei einem turkmenischen Reiseveranstalter notwendig (Voucher). Einfacher und flexibler ist ein Transitvisum mit einer Aufenthaltsdauer bis zu sieben Tagen.

### Staatshaushalt
Der Staatshaushalt umfasste 2016 Ausgaben von umgerechnet 4,7 Mrd. US-Dollar, dem standen Einnahmen von umgerechnet 3,7 Mrd. US-Dollar gegenüber. Daraus ergibt sich ein Haushaltsdefizit in Höhe von 0,9 % des BIP.
Die Staatsverschuldung betrug 2016 23,8 % des BIP.
2020 betrug der Anteil der Staatsausgaben (in % des BIP) folgender Bereiche:
- Gesundheit: 5,7 %
- Bildung: 3,1 % (2019)
- Militär: 1,9 % (2019)

## Infrastruktur

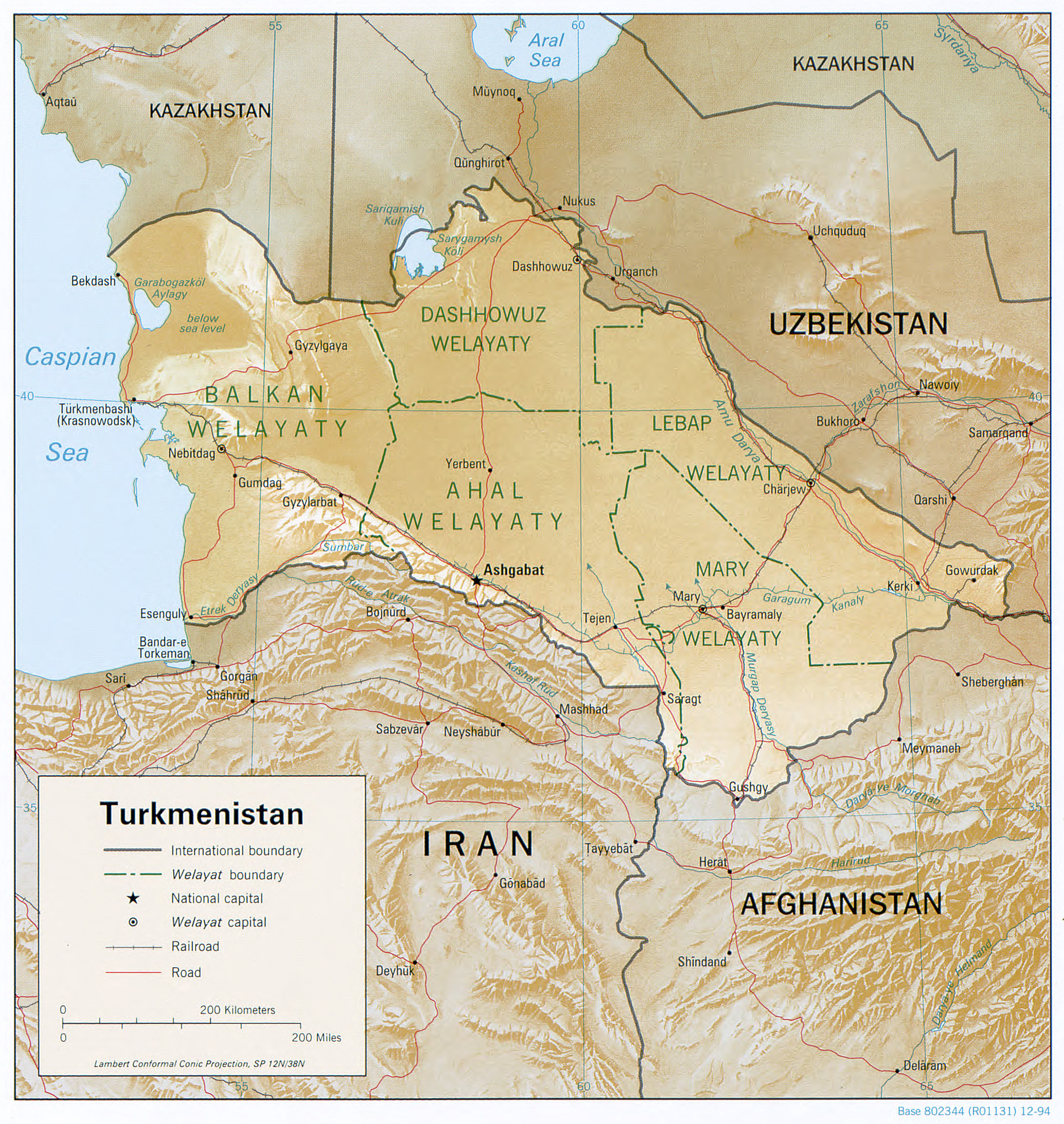
Infrastruktur Turkmenistans

### Verkehr

#### Straßenverkehr
Das Land ist ein Wüstenstaat. Die Auto-Verkehrswege verlaufen gebündelt entlang der ehemaligen Seidenstraße in Ost-West-Richtung von Samarkand (Usbekistan) über Aşgabat nach Türkmenbaşy am Kaspischen Meer.
Im Jahr 2015 trat ein Importverbot für schwarze Autos in Kraft. Es gibt Berichte, dass dunkle Fahrzeuge von der Polizei gestoppt und aus dem Verkehr gezogen werden. Schwarze wie auch dunkelblaue und rote Autos würden an den Grenzen aufgehalten werden. Offiziell heißt es von Regierungsseite, nicht die persönliche Vorliebe des Präsidenten sei Grundlage der Entscheidung, vielmehr sorgten dunkle Farben für verheerende Auswirkungen bei dem in Turkmenistan herrschenden subtropischen Wüstenklima.
Seit Dezember 2017 gibt es in Turkmenistan ein Autofahrverbot für Frauen. Es ist damit nach der Aufhebung des Frauenfahrverbots in Saudi-Arabien das einzige Land, in dem Frauen nicht Auto fahren dürfen.

#### Schienenverkehr

Eisenbahnnetz von Turkmenistan 2022

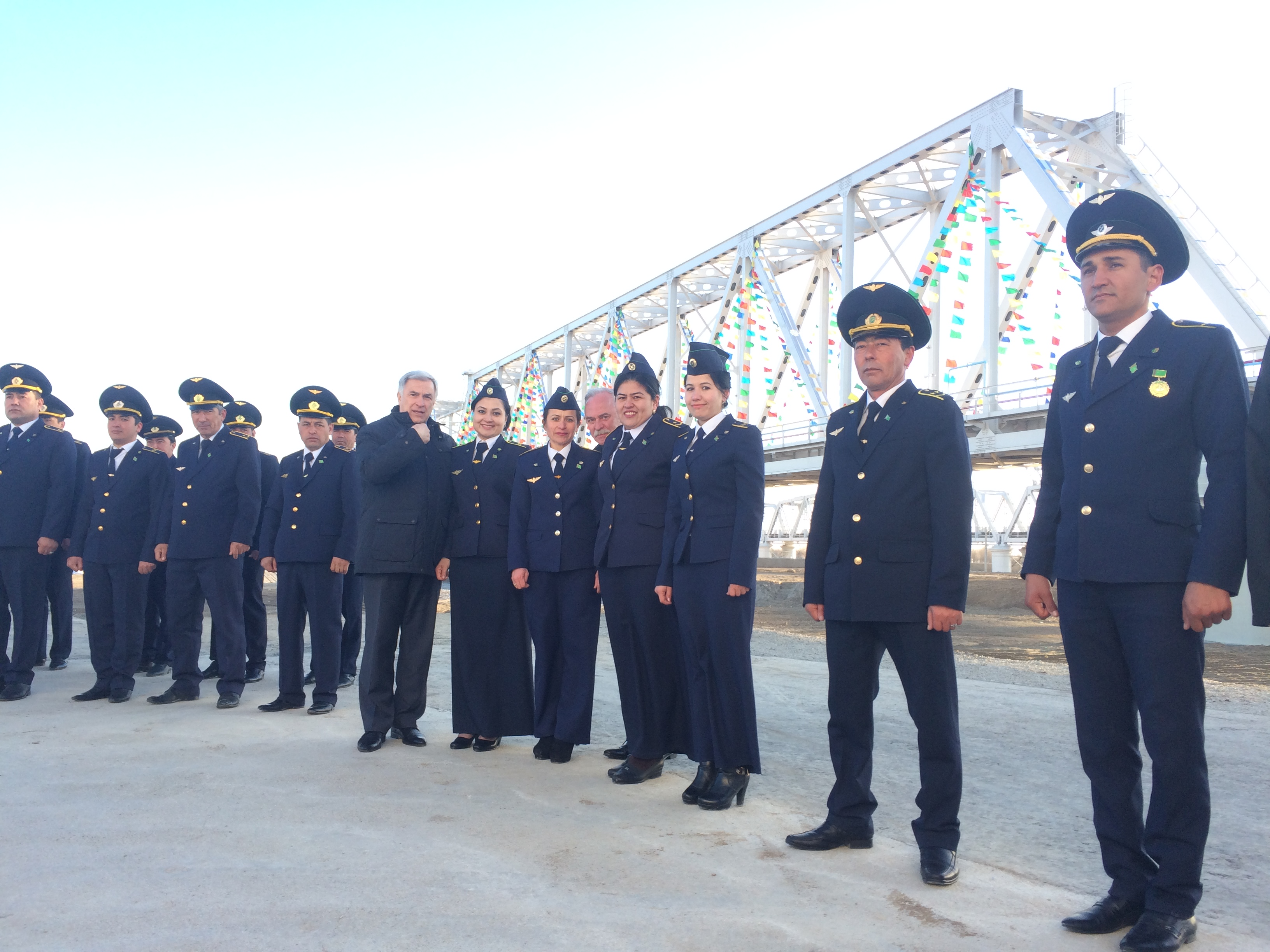
Eisenbahner präsentieren sich vor der Amudarja-Eisenbahnbrücke von 2009 zwischen Kerki und Kerkiçi im Zuge der Bahnstrecke Türkmenabat–Kerkiçi

Der Schienenverkehr in Turkmenistan wird von der Staatsbahn Türkmendemirýollary auf einem über 5000 km langen Schienennetz in der Spurweite von 1520 mm (russische Breitspur) betrieben. Magistrale des Streckennetzes ist der in Turkmenistan betriebene Abschnitt der Transkaspischen Eisenbahn. Zu allen Nachbarstaaten bestehen inzwischen grenzüberschreitende Bahnstrecken.

#### Flugverkehr

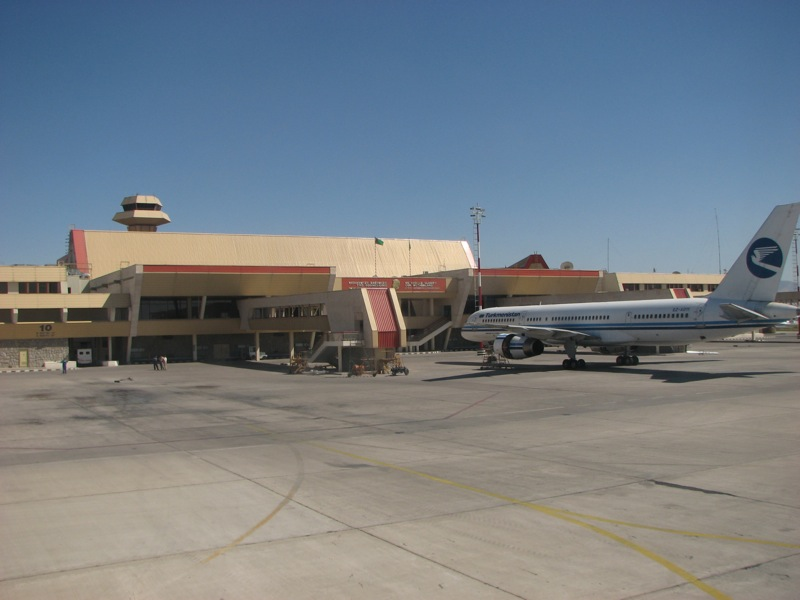
Flughafen Aşgabat

Die einzige internationale Fluggesellschaft des Landes ist Turkmenistan Airlines. Sie operiert vom größten Flughafen in Turkmenistan, dem Flughafen Asgabat.
Neben dem internationalen Flughafen in Asgabat gibt es noch fünf weitere Flughäfen in Turkmenistan, wovon der Flughafen Turkmenabat (CRZ) auch aus Moskau Sheremetyevo (SVO) viermal in der Woche bedient wird.
Die restlichen vier Flughäfen werden nur national durch Turkmenistan Airlines mit Boeing 737 bedient. Es handelt sich um folgende Flughäfen:
- Dasoguz Airport (TAZ)
- Mary International Airport (MYP) – bis zu vier Mal am Tag gibt es Flüge zwischen Mary und der Hauptstadt Aşgabat.
- Turkmenbashi International Airport (KRW) – bis zu vier Mal am Tag gibt es Flüge zwischen Türkmenbaşy und der Hauptstadt Aşgabat.
- Balkanabat Airport (BKN)[105]

### Bewässerung
Die turkmenische Regierung begann im Jahr 2000 mit der Anlage eines künstlichen Sees, dem „See des Goldenen Zeitalters“, in der Ustjurt-Steppe. Die Fertigstellung des Ein-Milliarden-US-Dollar-Projektes wird für das Jahr 2020[veraltet] erwartet. Wo sich in der Senke im Karakum-See saisonal Regenwasser sammelt, floss das erste Wasser aus dem Usboi im Juli 2009 hinein. Das Großprojekt in der 120 Kilometer langen Karaschor-Senke, das der Entsalzung der Anbauflächen dienen soll, ist umwelt- und geopolitisch umstritten.

### Literatur

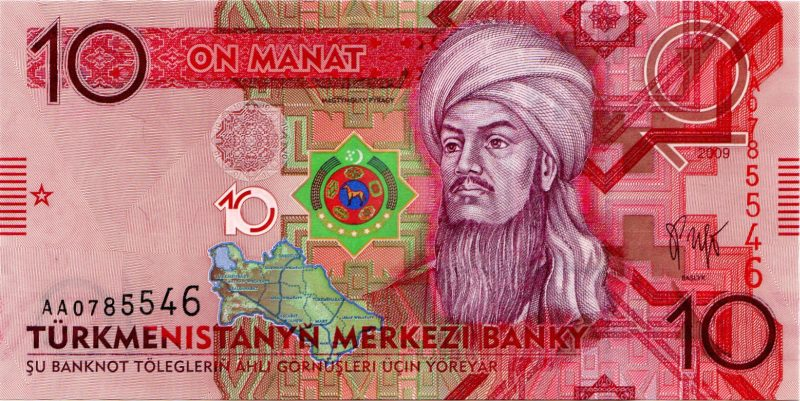
Nationaldichter Magtymguly auf einer turkmenischen 10-Manat-Banknote

## Kultur

### Musik
Die Musik Turkmenistans ist im Wesentlichen die Musik der Turkmenen, die auch von den turkmenischen Minderheiten in den Nachbarländern Afghanistan und Iran gepflegt wird. Eigenheiten ihrer Melodiebildung basieren auf bis in vorislamische Zeit zurückreichende iranische Traditionen, die sich mit den Gesangstechniken der vom 10. bis 13. Jahrhundert eingewanderten Turkvölker vermischt haben. Bis Anfang des 20. Jahrhunderts war die turkmenische Gesellschaft ohne zentrale Autorität und in Stämme gegliedert, die kulturelle Eigenheiten besaßen. Die einschneidenden politischen und gesellschaftlichen Veränderungen durch die sowjetische Führung Anfang der 1920er Jahre betrafen die anderen zentralasiatischen Staaten, deren Feudalherrscher die Bolschewiki zerschlagen mussten, jedoch kaum das Gebiet von Turkmenistan. Hier konnte die Volksmusik ihren alten Charakter beibehalten und wurde nicht unter staatlicher Leitung zu einem Konzertwesen nach westlichem Muster umfunktioniert.
Die turkmenische Musik ist zunächst vokal und gliedert sich in den Bereich der von Amateuren (Musikliebhabern) gesungenen Volkslieder und des umfangreichen Liedguts der Berufsmusiker (bachschi, bachšy), den Sängern epischer Lieder. Es gibt insgesamt nur wenige turkmenische Musikinstrumente: Am weitesten verbreitet sind die gezupfte Langhalslaute dutar und danach die dreisaitige Spießgeige ghichak. Wenn auch seltener, gehört die längsgeblasene Rohrflöte tüidük ebenfalls zu den drei am meisten wertgeschätzten und von professionellen Musikern verwendeten Instrumenten. Hinzu kommen im Bereich der Amateurmusik das kleine, von Hirten gespielte Einfachrohrblattinstrument dilli tüýdük und die Bügelmaultrommel kopys, die zur Musik der Frauen und Kinder gehört. Vor Einführung der zweisaitigen dutar begleiteten sich die früheren Epensänger (ozan, entsprechend dem türkischen aşık) auf der gestrichenen Schalenhalslaute kobys oder auf der ebenfalls kobys genannten Langhalslaute komuz. In der Musik der Turkmenen fehlen Trommeln wie etwa die in Zentralasien verbreitete Rahmentrommel daira. Trommeln kommen nur im Osten des Landes in Gebieten vor, in denen Usbeken leben.
Der professionelle Epensänger bachschi genießt noch heute eine besondere Wertschätzung, weil er das kulturelle Erbe des zentralasiatischen Schamanen übernommen hat und als Bewahrer des kulturellen Gedächtnisses gilt. Wenige professionelle Sängerinnen bewegen sich seit Ende des 20. Jahrhunderts in der Männerdomäne des bachschi, der in der Nachfolge eines Meisters steht, von dem er seine Kunst erlernt hat. Zentrum der Epentradition ist die Nordprovinz Daşoguz welaýaty (Taschaus). Die dortigen Epen handeln vom Helden Görogly, unter dessen Führung sich die turkmenischen Stämme vereinten. Der bachschi begleitet seinen Gesang allein auf der dutar, gelegentlich wird er von einer zweiten dutar und einer ghichak unterstützt. Die tüidük bachschi singen im Wechsel mit der Flöte. Ein oder mehrere bachschi treten bei Familienfeiern (Hochzeit, Geburt, Beschneidung) oder bei Einladungen zum Abendessen (saz söchbet), die bis zum frühen Morgen dauern können, in Privathäusern auf. Familienfeiern (töj) sind in Turkmenistan die Hauptanlässe für die Aufführung von Musik. Das Repertoire ist musikalisch und inhaltlich über die ganze Dauer der Aufführung nach bestimmten Regeln strukturiert. In diesem Konzept bewegt sich der bachschi musikalisch auf der „richtigen“ Reise (jol, „Weg“, bedeutet „Ordnung“, „Regel“) bis zu einem mit Spannung erwarteten expressiven Höhepunkt. Der Melodieverlauf orientiert sich an dem verwendeten mukam, einem melodischen Grundgerüst, das dem Namen nach, jedoch nur entfernt in der Struktur mit dem orientalischen maqam verwandt ist. Ein bachschi kennt einige dieser mukam-Kompositionen und improvisiert daraus die übrigen Melodien. Der Rhythmus basiert auf komplexen Metren, der Text wird in Strophen vorgetragen. Der epische Vortrag steht mit entsprechenden Gesangsformen der usbekischen und tadschikischen Musik in Verbindung.
Zu den Volksliedern, die auf der tüidük, aber nicht auf der dutar begleitet werden, gehören Arbeitslieder, Wiegenlieder (läle chüvdi) und Hochzeitslieder (jar jar). Anstelle des bachschi wird heute häufig zu Hochzeitsfeiern eine populäre Unterhaltungsmusikband eingeladen. Frauen tanzen bei Familienfeiern, aber ansonsten selten.
Aus der sowjetischen Zeit stammt die von Weli Muhadow komponierte Melodie der Nationalhymne Turkmenistans. Muhadow war einer der am Moskauer Konservatorium ausgebildeten Komponisten, die für einen von Pathos geprägten, westlich-klassischen Musikstil im Dienst des Staates standen. Die erste turkmenische Nationaloper mit dem Titel Sudba Bachschi („Das Schicksal des bachschi“) wurde 1941 im neueröffneten Opern- und Balletttheater aufgeführt. Sinfonische Musik und die übrigen westlichen Kunstformen fielen dem Nationalismus nach der Unabhängigkeit 1991 zum Opfer, sie wurden seitdem nicht mehr gefördert und 2001 verboten.
Eine über die Landesgrenzen hinaus in der Weltmusikszene bekannte Band, die neben Hochzeiten auch bei öffentlichen Ereignissen auftritt, heißt Ashkhabad. Der Sänger und dutar-Spieler Atabay Tsharykuliev wird – typisch für einen neuen populären Stil – von Mitmusikern begleitet, die traditionelle Melodien mit einer Klarinette anstelle der tüidük und einer Violine anstelle der ghichak spielen, ergänzt durch Akkordeon und Synthesizer.

### Medien
In Turkmenistan erscheinen drei national verbreitete Tageszeitungen. Verbreitet sind etwa Türkmenistan (turkmenischsprachig) und Nejtralnyj Turkmenistan (russisch). Der Turkmenische Rundfunk ist als Staatssender direkt der turkmenischen Regierung unterstellt. Von sieben Hörfunksendern werden vier über Satellit ausgestrahlt. Der Staat betreibt fünf landesweite Fernsehprogramme, ein Auslands-Fernsehprogramm in sieben Sprachen und einen regionalen Fernsehsender für die Hauptstadtregion Aşgabat. Alle Fernsehprogramme sind unverschlüsselt über Satellit und als Livestream verfügbar.
Im Jahr 2017 nutzten 21 Prozent der Einwohner Turkmenistans das Internet. Einzige Internet-Anbieterin ist die staatliche Monopolgesellschaft Turkmentelekom.

### Sport
Der Sport wird vom autoritär regierenden Präsidenten Berdimuhamedow gezielt eingesetzt, um sein Land im Inneren auf Stimmung zu halten und nach außen in ein positiveres Licht zu rücken. Bedeutende Sportarten in Turkmenistan sind Ringen und Reiten. Im Ringen sind turkmenische Athleten auch bei internationalen Wettbewerben erfolgreich. Der Reitsport blickt in Turkmenistan auf eine lange Tradition zurück, insbesondere die Pferderasse der Achal-Tekkiner stellt einen wichtigen Teil turkmenischer Reitsportkultur dar. Im Rahmen des Tages des turkmenischen Pferdes, der insbesondere im Hippodrom Asgabat stattfindet, werden zahlreiche Pferderennen ausgetragen, an denen auch der Präsident teilnimmt.
Bei Olympischen Spielen war Turkmenistan 1996 in Atlanta erstmals vertreten und nahm seitdem stets an den Sommerspielen teil. Das erste und bislang einzige olympische Edelmetall für Turkmenistan errang 2021 Polina Gurýewa in der Disziplin Gewichtheben bei den olympischen Sommerspielen in Tokio. In der Leichtgewichtsklasse bis 59 kg landete die Sportlerin auf Platz zwei und holte sich damit die Silbermedaille. Special Olympics Turkmenistan wurde 1990 gegründet und nahm mehrmals an Special Olympics Weltspielen teil.
Die bisher größte Sportveranstaltung in Turkmenistan stellten die Asian Indoor & Martial Arts Games 2017 dar, die im September 2017 in Asgabat stattfanden. Die Spiele sollten Turkmenistan als sportbegeistertes Land und guten Gastgeber darstellen, gingen aber Beobachtern zufolge mit verstärkter Überwachung der Bevölkerung einher. Eine freie Berichterstattung war nicht möglich.
Die turkmenische Fußballnationalmannschaft konnte bislang international kaum in Erscheinung treten. Eine Qualifikation für eine Fußball-Weltmeisterschaft ist dem Team noch nicht gelungen, 2004 und 2019 nahm die Mannschaft an Asienmeisterschaften teil.
Zunehmende Bedeutung erlangt Eishockey, dessen Entwicklung durch den Bau zahlreicher Eisstadien staatlich unterstützt wird.
Anlässlich des Weltfahrradtages finden in Turkmenistan große Fahrradparaden statt, außerdem wurde angeordnet, dass alle turkmenischen Bürger ein Fahrrad erwerben müssen. Nahe der Hauptstadt Aşgabat ließ der ehemalige Präsident Nyýazow mehrere Wege ins Kopet-Dag-Gebirge anlegen, die als Gesundheitspfad bekannt sind. Diese Maßnahme diente der sportlichen Ertüchtigung der turkmenischen Bevölkerung.